# Staroměstský orloj

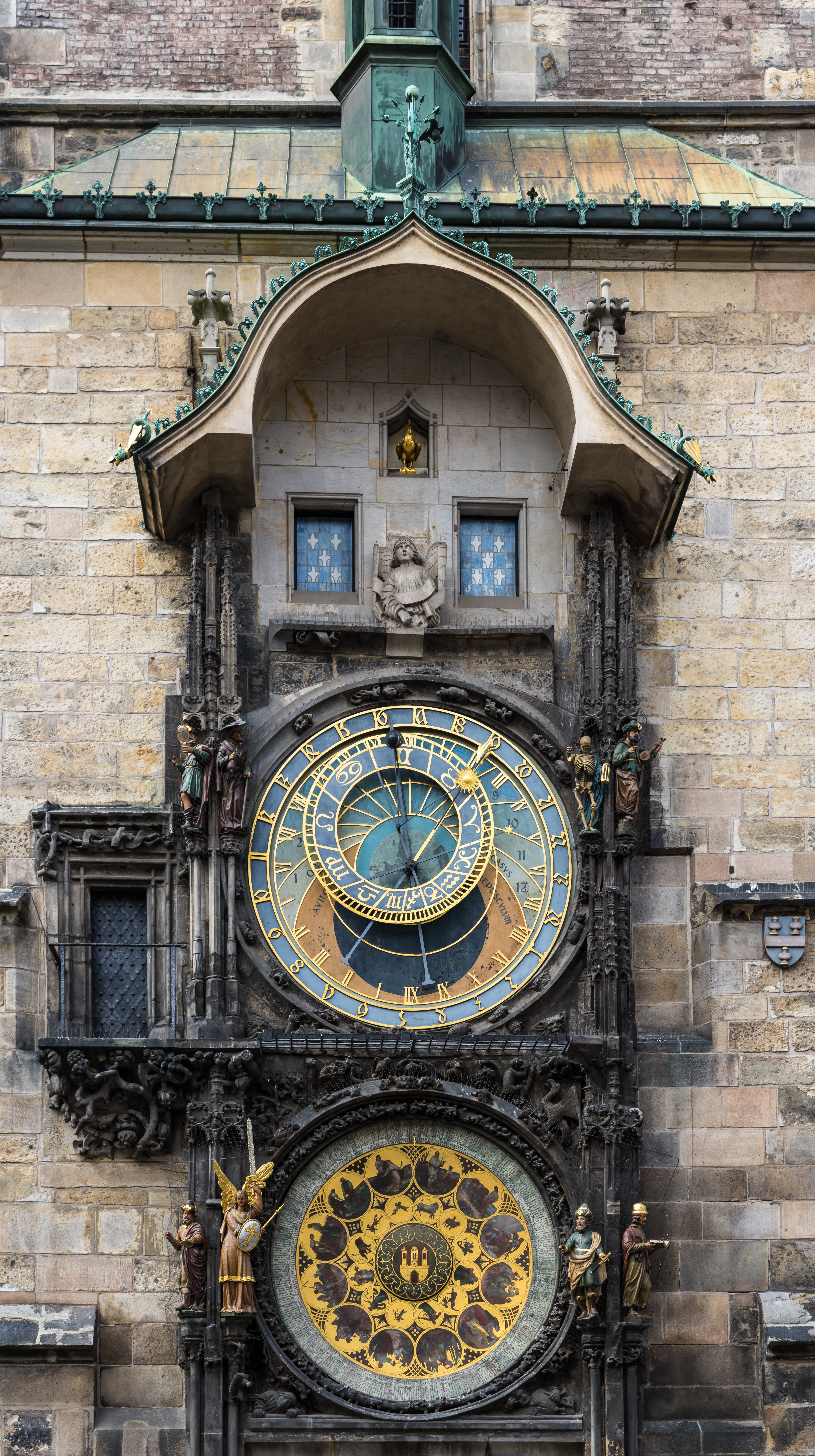
Staroměstský orloj (celkový pohled)

Staroměstský orloj nebo také Pražský orloj jsou středověké astronomické hodiny umístěné na jižní straně věže Staroměstské radnice v Praze. Orloj je poprvé historicky doložen v listině z 9. října 1410 dochované v opisu.
Orloji uprostřed dominuje astronomický ciferník a pod ním kalendářní deska. Na astronomickém ciferníku odvozenému od astrolábu lze odečíst čtyři různé časy. Středoevropský čas (dříve to byl pražský střední sluneční čas), hvězdný čas, tzv. babylónský neboli přirozený čas a na čtyřiadvacetníku nejvýrazněji staročeský čas. Z astronomických cyklů orloj ukazuje polohu některých nebeských těles a znamení na obloze. Jde o východ, kulminaci, západ, spodní kulminaci a výšku nad či pod horizontem pro Slunce, Měsíc a všechna znamení Zvěrokruhu. Dále ukazuje aktuální sluneční i měsíční znamení zvěrokruhu, Měsíční fáze a postavení Měsíce vzhledem ke Slunci, soumrak, svítání a naznačuje datum.
Z kalendářní desky pod astronomickým ciferníkem lze odečíst aktuální měsíc, den a nepohyblivé svátky křesťanského kalendáře. Nad astronomickým ciferníkem jsou dvě okna, v nichž se pohybují apoštolové. Orloj je dále doplněn sochami po okrajích, bustou anděla mezi okny apoštolů a ozvučeným kohoutem v horní části nad okny. Orloj dnes odbíjí podle středoevropského času, dříve odbíjení řídil staročeský čas.
Pohon orloje, hodin, astrolábu, kalendářní desky, apoštolů a doprovodných pohybů soch je zajištěn mechanickým hodinovým strojem, který v průběhu času prošel několika úpravami a zlepšeními.
Již roku 1402 jsou zmiňovány hodiny na věži a roku 1410 zde byl hodinářem Mikulášem z Kadaně pravděpodobně ve spolupráci s astronomem Janem Šindelem postaven současný orloj. Kolem roku 1470 byla doplněna architektonická a sochařská výzdoba a roku 1490 orloj upravil hodinář mistr Hanuš. V druhé polovině 16. století upravil a zdokonalil Staroměstský orloj Jan Táborský z Klokotské Hory. Další dvě zásadní opravy byly provedeny na konci 18. st. a v letech 1865–66, kdy byla také osazena nová kalendářní deska od Josefa Mánesa s vymalovanými symboly zvěrokruhu, s motivy dvanácti měsíců a se znakem Starého Města pražského. V květnu 1945, během Pražského povstání, byl orloj značně poničen a jeho obnovení si vyžádalo celkovou rekonstrukci.
Staroměstský orloj je patrně nejlépe zachovaný středověký orloj vůbec. Je jedním z nejznámějších turistických objektů Prahy a je součástí historického centra, které je zapsáno na seznamu kulturních památek UNESCO v ČR. Je to třetí nejstarší orloj na světě a současně nejstarší stále fungující.

## Historie

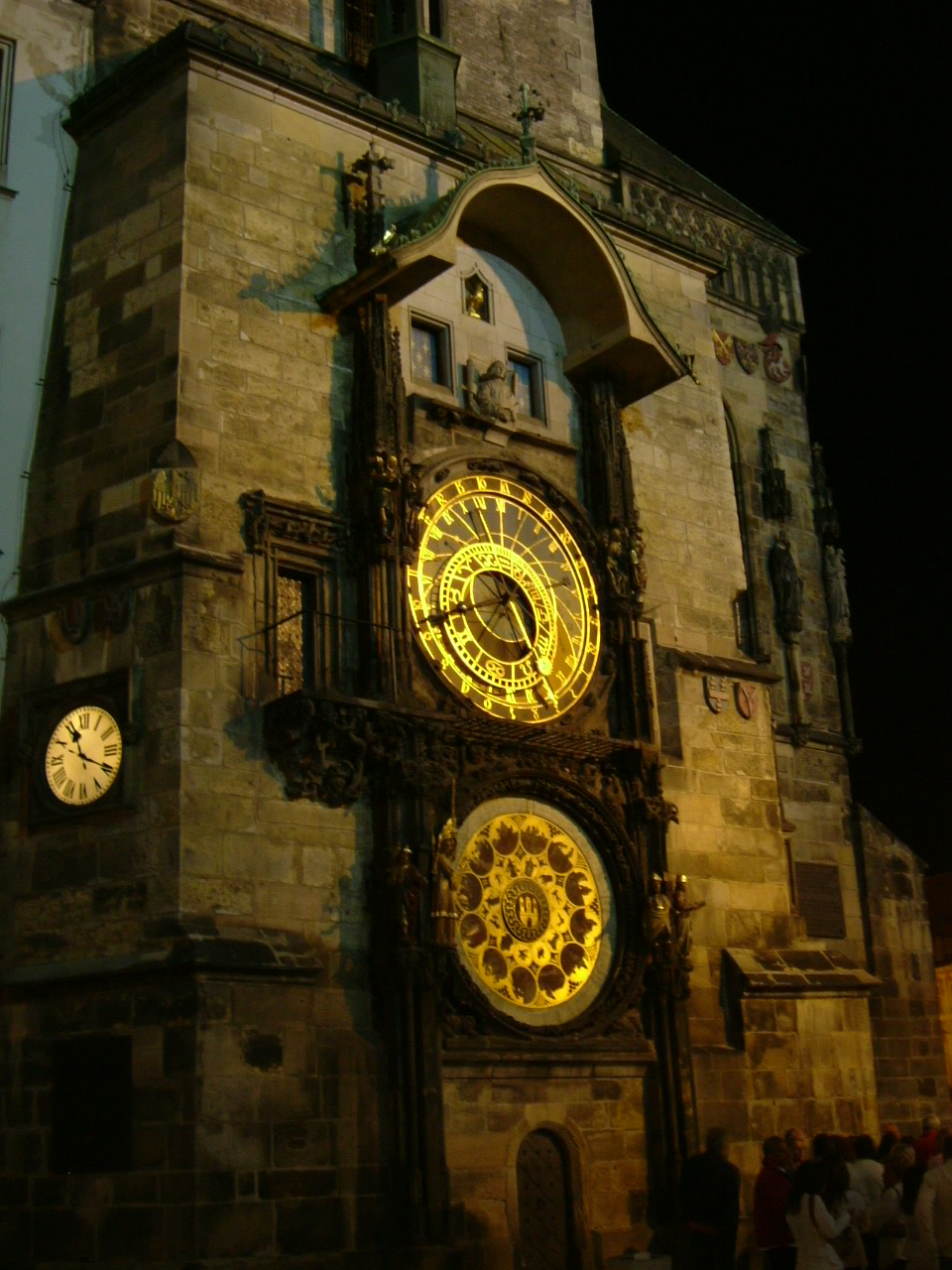
Noční snímek orloje (vlevo malý boční ciferník)

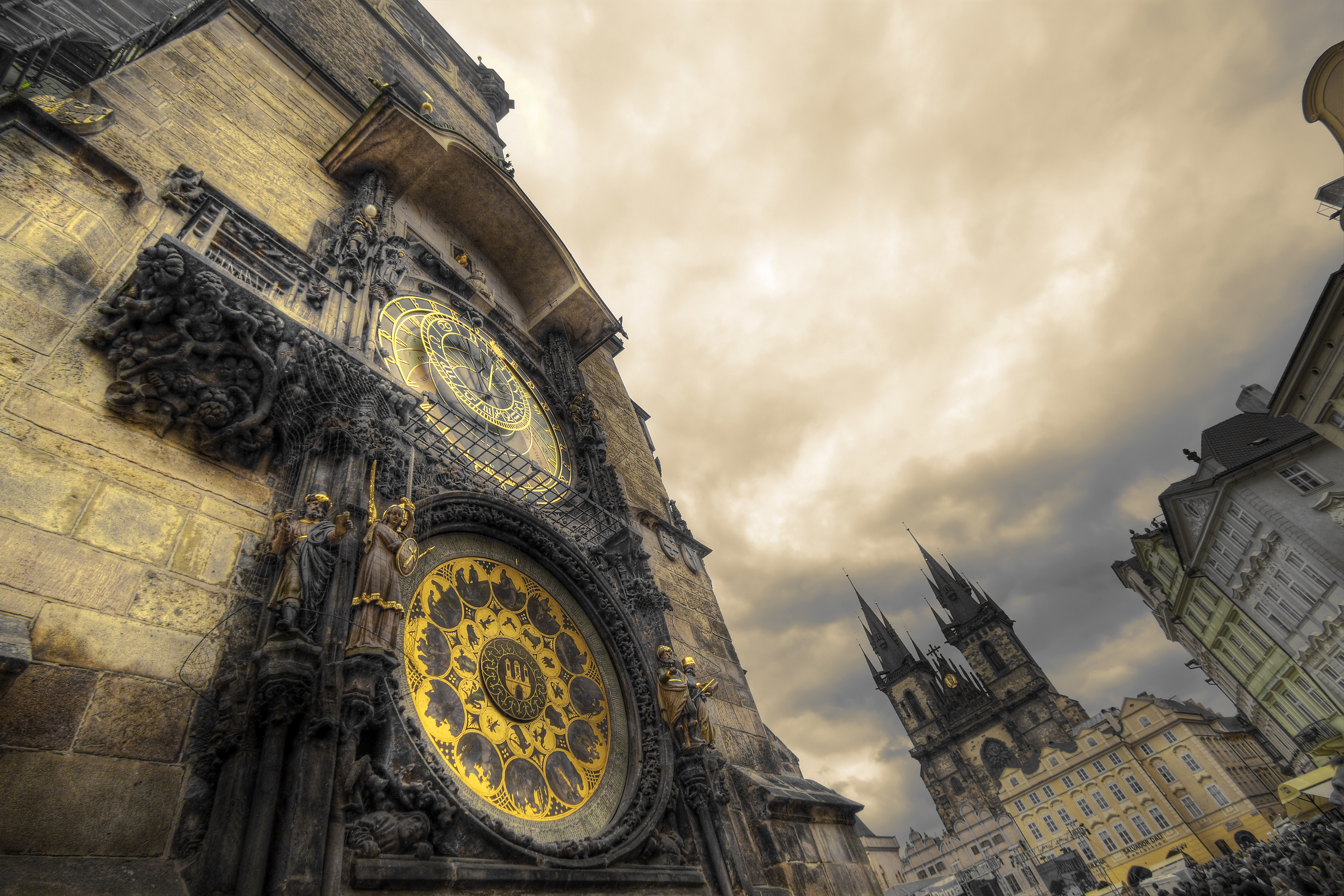
Pohled od orloje na Staroměstské náměstí, v pozadí Týnský chrám

### Budova
V roce 1338 udělil Jan Lucemburský povolení staroměstským měšťanům, aby si zřídili radnici, a to v patricijském domě Wolflina od Kamene. Z východní strany domu byla pak na starších základech zahájena stavba věže, na které byly v roce 1402 umístěny hodiny (zmiňován hodinář Albert) a později, v roce 1409, i zvon. Ve věži je také kaple, vysvěcená roku 1381, a v letech 1805 až 1807 byl dostavěn i ochoz věže.
Původní hodinový stroj patrně pochází již z dob Karla IV., který jej pro Prahu nechal sestavit u hodináře-horologa Martina. Na orloji později pracovali Jan, Albert a Mikuláš z Kadaně, jehož dílo může být označeno jako vznik orloje dnešních dnů.

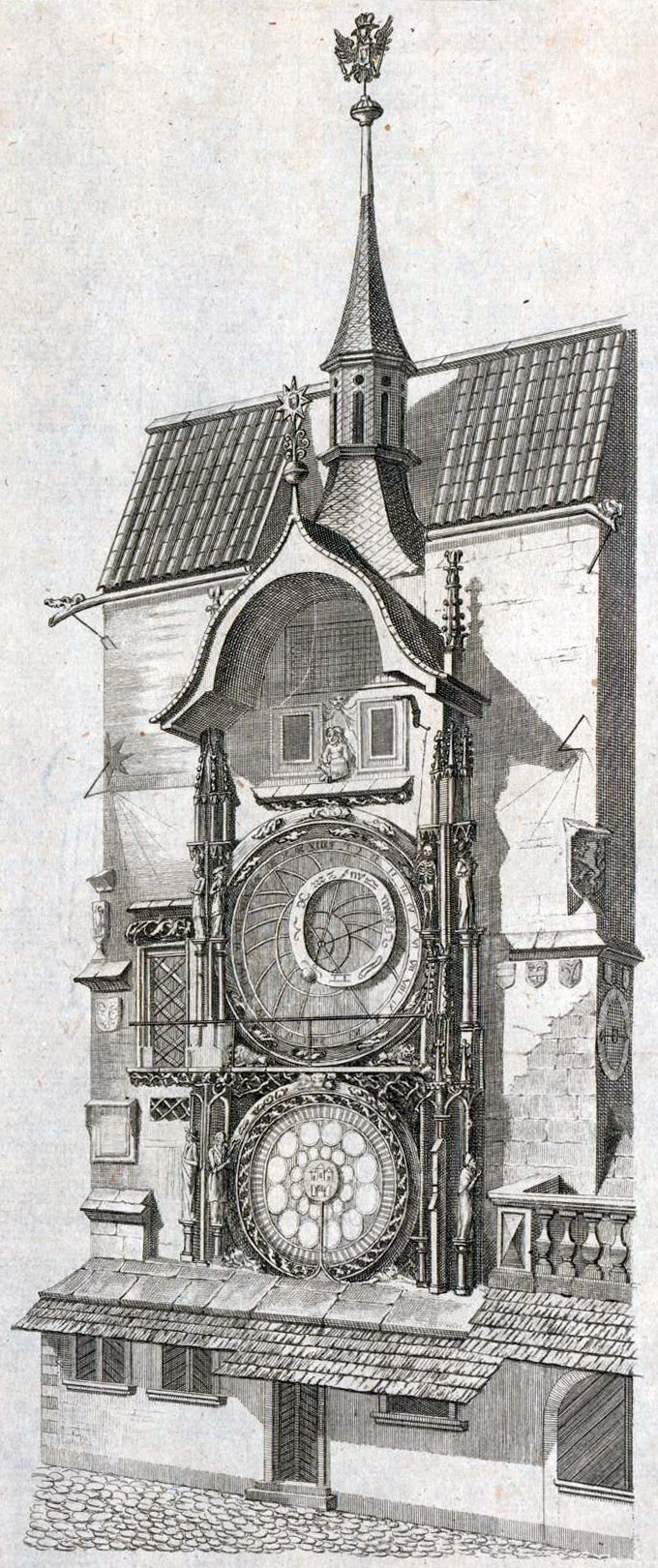
Staroměstský orloj roku 1791 (sluneční hodiny ve výši okének s apoštoly)
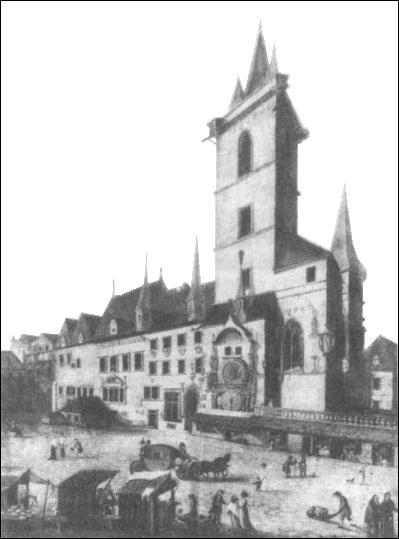
Staroměstský orloj roku 1808
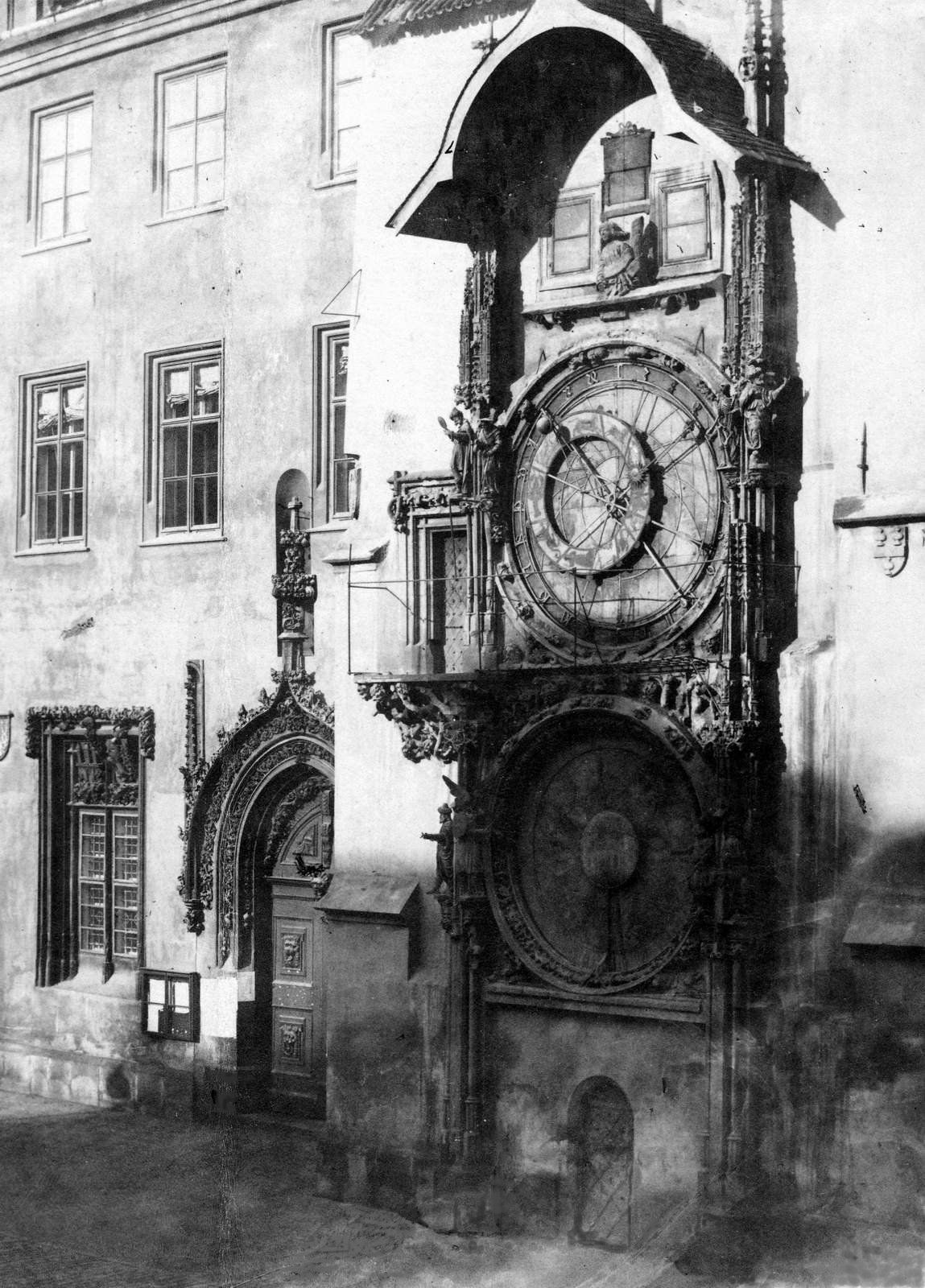
Staroměstský orloj roku 1860 (zbytek slunečních hodin)

### Orloj
Nejstarší částí orloje je mechanický hodinový stroj a astronomický číselník, které vytvořil roku 1410 hodinář Mikuláš z Kadaně, pravděpodobně podle návrhu Mistra Jana Šindela, profesora filosofie, matematiky, astronomie a rektora pražské univerzity. Informací o tomto roku je odkaz na „Horní knihu pražskou“ z roku 1410, která shořela roku 1945. Inspirací pro pražský orloj mohl být starší orloj postavený v Padově roku 1344, případně i další evropské orloje. Sochařská výzdoba bezprostředně kolem ciferníku orloje pochází z dílen kamenické huti Petra Parléře, která stavěla i sousední kapli a v Čechách působila až do husitských válek. Okolní bohatá sochařská výzdoba pochází až z doby Vladislava Jagellonského koncem 15. století.
Dlouho se mylně mělo za to, že orloj vytvořil v roce 1490 hodinář Jan Růže (zvaný také mistr Hanuš) se svým pomocníkem Jakubem Čechem. Podle pověsti byl Hanuš nakonec oslepen, aby již nikdy nemohl postavit podobné hodiny. Tento omyl je důsledkem nesprávné interpretace záznamů z doby, kdy jej spravoval Jan Táborský z Klokotské Hory. Omyl později vyvrátil až Zdeněk Horský. Roku 1962 totiž objevil JUDr. Stanislav Macháček orlojnickou knihu s opisem německé listiny z roku 1410, v níž radnice děkuje Mikulášovi z Kadaně za dobrou práci (na rozdíl od jeho předchůdce), orloj stručně ale přesně popisuje a za odměnu dává hodináři dům a velký roční plat. Předpoklad o autorství mistra Hanuše patrně souvisí s přestavbou Staroměstské radnice v letech 1470 až 1473 a s úpravami, které mistr Hanuš na orloji provedl.
V průběhu staletí se orloj mnohokrát zastavil a byl několikrát opravován. Pravděpodobně v roce 1629 nebo 1659 byl k orloji přenesen i středověký bicí stroj z věže a přidány dřevěné sošky. Postupem doby zájem o orloj upadal, přestal lidi zajímat. V 18. století byl v kritickém stavu a pražský magistrát uvažoval o prodeji orloje do starého železa. O jeho záchranu se zasloužil český vlastenec a meteorolog, profesor Univerzity Karlovy Antonín Strnad, který chápal jeho historickou hodnotu a usiloval o jeho opravu. Po delším úsilí se mu podařilo přesvědčit magistrátního radu a posléze i celý magistrát k uvolnění finanční částky potřebné pro rekonstrukci. Za Strnadova odborného dohledu byla provedena oprava za 793 zlatých v letech 1787 až 1791 hodinářem Šimonem Landspergerem. O něco později patrně přibyly i figurky apoštolů. V průběhu další velké opravy v letech 1865 až 1866 byly uvedeny do chodu i astronomické funkce a přidána ozvučená soška kohouta. Původní pohon a krok stroje byl nahrazen daleko dokonalejším, takže orloj začal ukazovat přesný čas. Další oprava a rekonstrukce orloje byla dokončena v roce 1912, kdy byla do zdi vedle orloje zasazena pamětní deska (s mylně uvedeným autorstvím).
Během Pražského povstání v posledních dnech druhé světové války byl orloj 8. května 1945 těžce poškozen při požáru staroměstské radnice zasažené dělostřeleckým granátem. Cihelná obezdívka ochránila stroj před větším poškozením, shořela však dřevěná konstrukce, na níž stál i mechanismus s apoštoly. Škoda se tak zdála být nenapravitelná a uvažovalo se o náhradě orloje moderním strojem. Po velkém úsilí zejména bratří Veseckých byl opravený orloj uveden do chodu v roce 1948. Při této opravě však byly nesprávně namalovány barevné horizonty na základní desce astronomického ciferníku. Kvůli této chybě orloj nesprávně ukazoval přechod noci a svítání (resp. soumraku), a to s odchylkou až 6 hodin. Chyba byla odstraněna teprve při opravě v roce 1979. Nová kopie Mánesovy kalendářní desky byla zhotovená Suchardovým přítelem z dětství, akademickým malířem Bohumírem Čílou roku 1946. Bohumír Číla (1895 až 1973) vynikal především jako restaurátor a po léta byl Staroměstský orloj restaurován právě jím, později pak jeho dcerou, akademickou malířkou a restaurátorkou Bohumírou Míšovou-Čílovou (1932 až 1997).

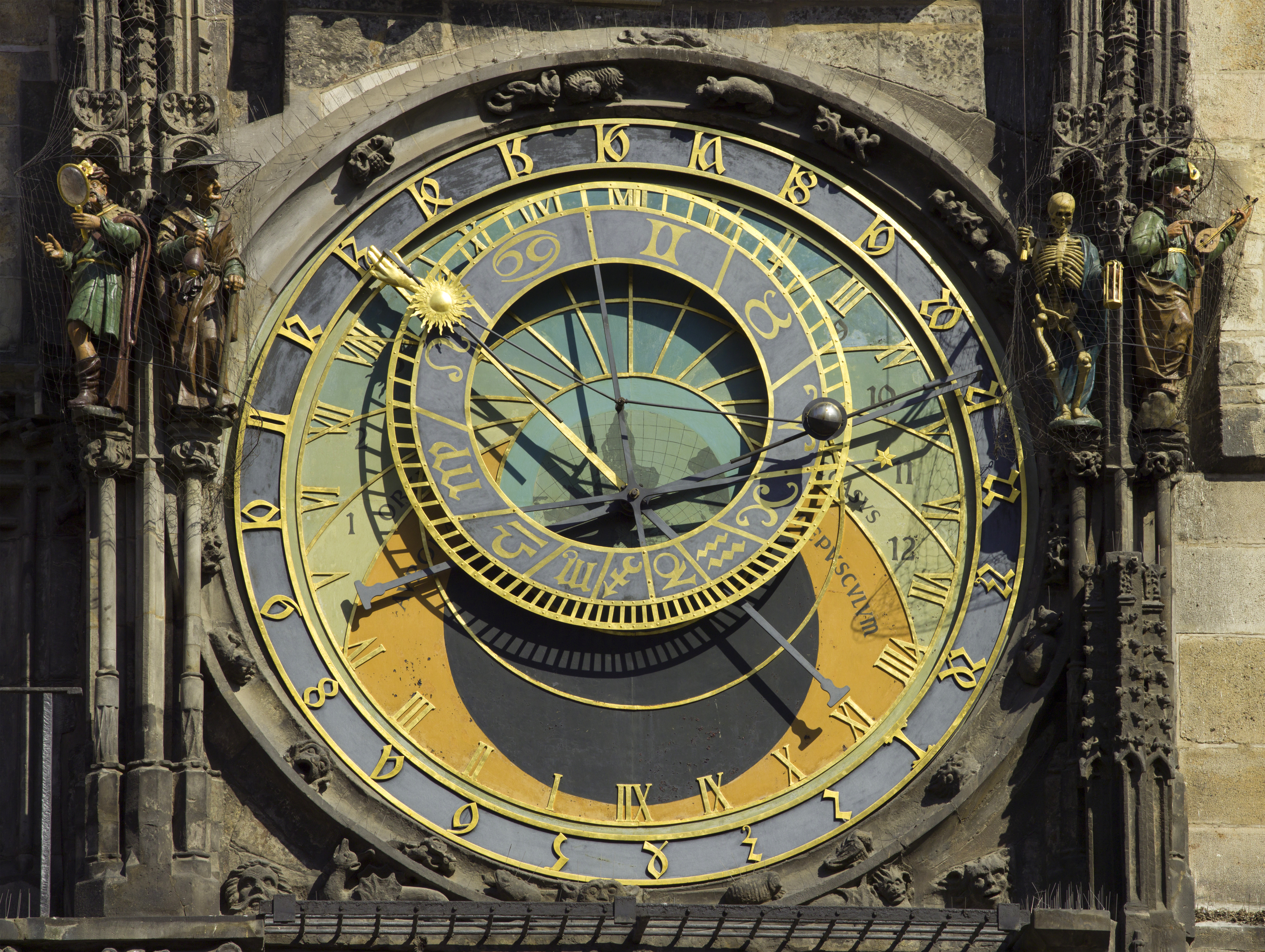
Stav ciferníků v září 2013

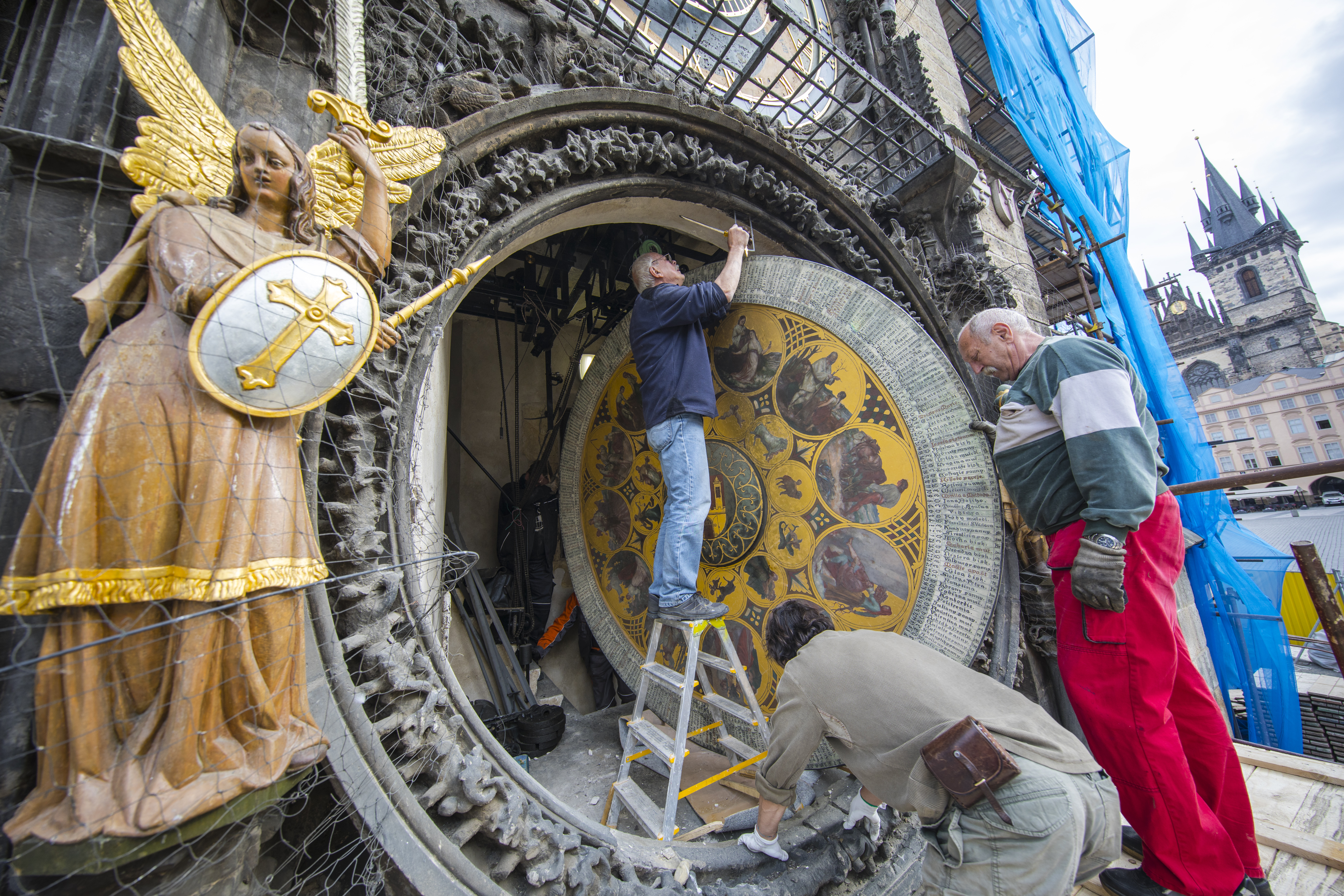
Rekonstrukce orloje, květen 2017, foto: Martin Frouz.

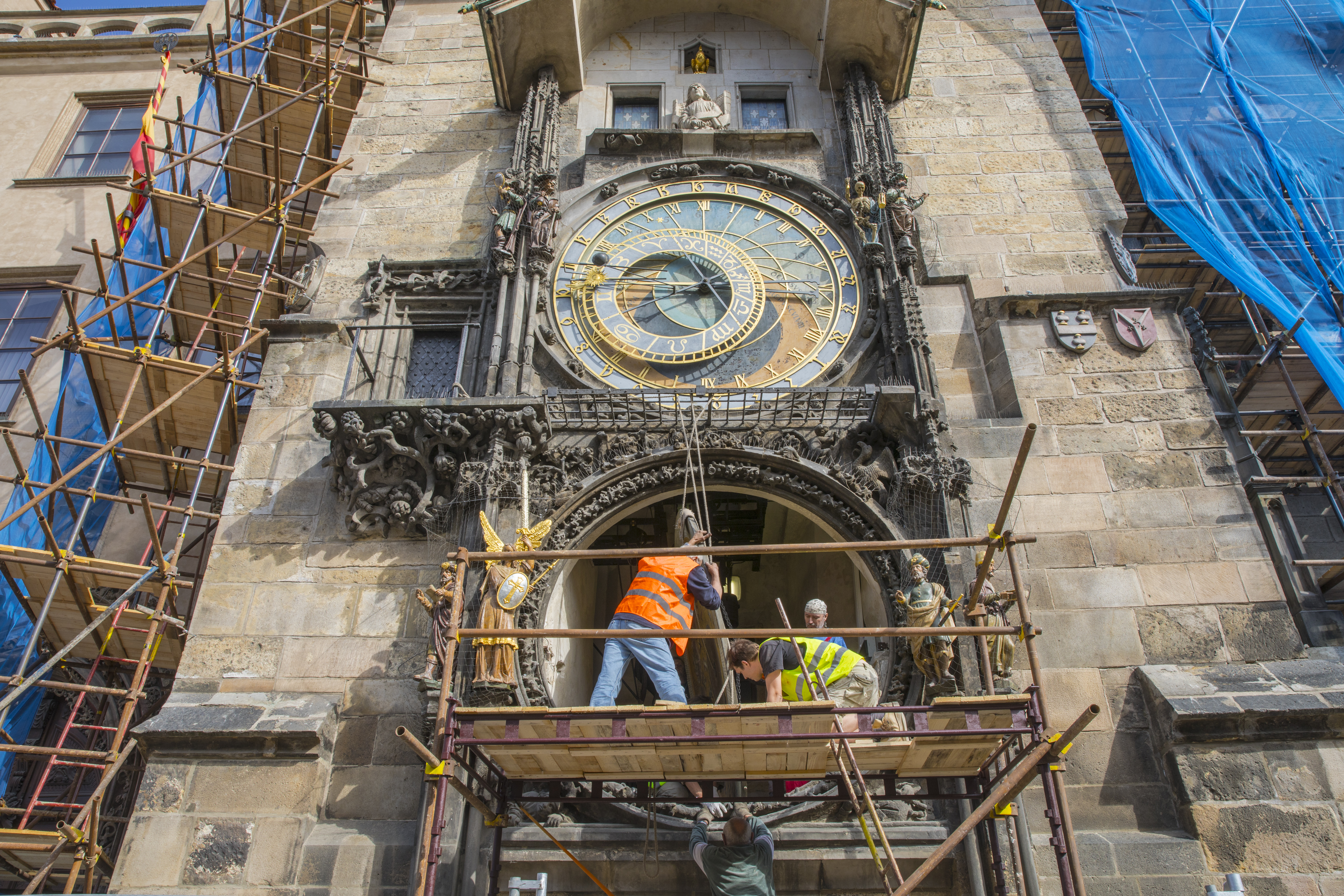
Rekonstrukce orloje, květen 2017, foto: Martin Frouz.

Znovu byl orloj rekonstruován na podzim roku 2005, kdy došlo ke zrestaurování soch a kalendářní desky. Dřevěné sochy byly zakryty sítí proti holubům. Při rekonstrukci vnějšího pláště staroměstské radnice začínající v dubnu 2017 bylo kolem orloje umístěno lešení, od 8. ledna následujícího roku byl mimo provoz a proběhla rozsáhlá restaurace orloje, při níž elektrický pohon stroje z roku 1948 nahradila replika původního mechanismu s konopnými tažnými lany. Termín dokončení oprav byl stanoven na květen 2018, ale posléze odsunut. Orloj byl do provozu znovu uveden 28. září téhož roku, jeho spuštěním začaly oslavy 100. výročí vzniku Československa. Při prvním spuštění se nicméně zasekl řetěz posouvající figury apoštolů, které tak strojník musel posouvat ručně. Celková oprava orloje vyšla na téměř 10 milionů korun. Na jaře 2019 část odborné veřejnosti kritizovala přemalování astrolábu, který měl po rekonstrukci přijít o některé funkce. Podle magistrátu byl astroláb vyveden dle požadavků odborníků i památkářů, úřad jej však přesto nakonec nechal znovu upravit. Rekonstrukci fotograficky zdokumentoval Martin Frouz, fotografie pak byly vystaveny v Galerii Praesidium ve druhém patře věže Staroměstské radnice a pod svobodnou licencí byly také poskytnuty Wikimedia Commons. Při opravě byla také sejmuta sešlá Čílova poválečná kopie Mánesova kalendáře a nahradila ji nově provedená sporná kopie Stanislava Jirčíka.

### Orlojníci
Prvním orlojníkem byl hodinář Mikuláš z Kadaně, jemuž je přisuzována stavba orloje. V roce 1475 převzal orloj mistr Jan Růže (Hanuš) a spravoval orloj až do své smrti roce 1497. Po něm převzal tuto funkci mistr Jakub příjmením Čech, který byl pravděpodobně synem Jana Růže a byl dobře seznámen s funkcí mechanismu. Mistr Jakub spravoval orloj až do doby krále Ferdinanda I., taktéž do své smrti. Po jeho smrti převzal funkci orlojníka Václav Zvůnek, který však nedokázal složitý stroj udržet v uspokojivém chodu. Po jeho smrti v roce 1552 byly klíče od orloje dány mistru Janu Šteinmeisseovi, hodináři z Platnéřské ulice. Ten se však nechtěl o orloj starat, a tak městská rada předala správcovství orloje Janu Táborskému z Klokotské Hory. Pomocníkem Táborského v údržbě orloje byl Daniel Skřivan. Jan Táborský vykonával správce orloje do roku 1556, kdy mu byla správa odňata a orloj byl svěřen Václavu Tobiášovi, který jej spravoval do své smrti roku 1560, kdy se správcem stal opět Táborský. Jan Táborský za svého života vyučil svého zástupce Jakuba Špačka a zasvětil jej do tajů stroje. Když Jan Táborský roku 1572 zemřel, spravoval orloj podle jeho vůle Jakub Špaček přibližně do roku 1590. Dalším orlojníkem byl mistr Vavřinec od roku 1593, po něm Šimon Podolský z Olomouce a od roku 1624 Jiřík Švorcpach (Šworcpach). Zde souvislá řada známých starých orlojníků končí a dalším orlojníkem byl až P. Jan Klein, přibližně počátkem 18. století. Dnes se o orloj stará Petr Skála. Orloj kontroluje pravidelně každý týden v pátek a doma má na monitoru přenos z kamery z protějšího domu.
Jan Táborský v době svého působení orlojníka popsal orloj takto:
Orloj ten jest rozprávky a chvály hodný ve všech krajinách nad jiné všecky veliké orloje na světě, jehožto chvály já tak vysoce vypraviti neumím, aby on ještě vajše a více vychválen býti hoden nebyl, neb nevím a nedržím, aby mohli nad něj misternější a divnější orlojové kde v kterých končinách světa nalezeni býti, ale dosti bylo, aby aspoň jeden jemu rovný nalezen byl.
Jan Táborský z Klokotské Hory, Zpráva o orloji staroměstském 1570

## Soustrojí orloje

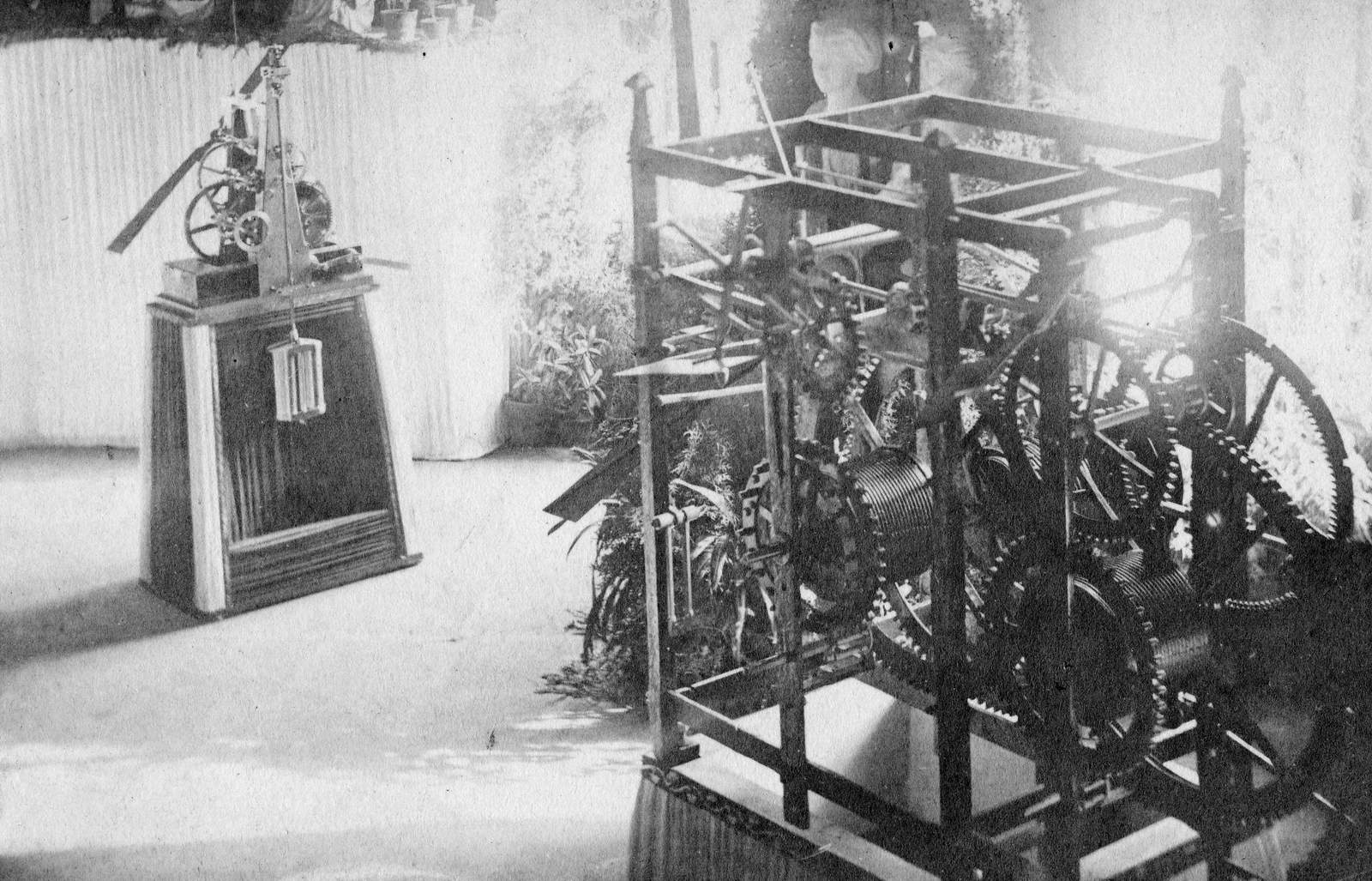
Vyobrazení stroje, 1866
Vpředu: hlavní stroj bez stroje ukazovacího, stroj bicí a stroj pro pohyb apoštolů
Vzadu: Božkův chronometr

Původně byl celý orloj poháněn jediným strojem, který obstarával všechny čtyři pohyby astronomického ciferníku, od 16. století i pohyb kalendářní desky. Patrně v 17. století byl připojen i bicí stroj, snesený z věže a orloj doplněn o samostatný otáčivý pohon měsíční koule. Roku 1866 byl nepřesný krok nahrazen samostatným chronometrem, který hlavní stroj řídí, a ve 20. století dostaly měsíční ručka a čtyřiadvacetník samostatné pohony.
Stroj orloje se skládá z několika částí (strojů), kde každá část (dílčí stroj) má svoji funkci a ovládá jednotlivé části orloje, tvořící jeden celek:
- stroj hlavní (jicí nebo také minutní stroj)
- stroj ukazovací
- stroj čtyřiadvacetníku
- stroj bicí
- stroj Měsíce
- stroj pro pohyb apoštolů
- stroj kalendářní
- Božkův chronometr

### Hlavní stroj

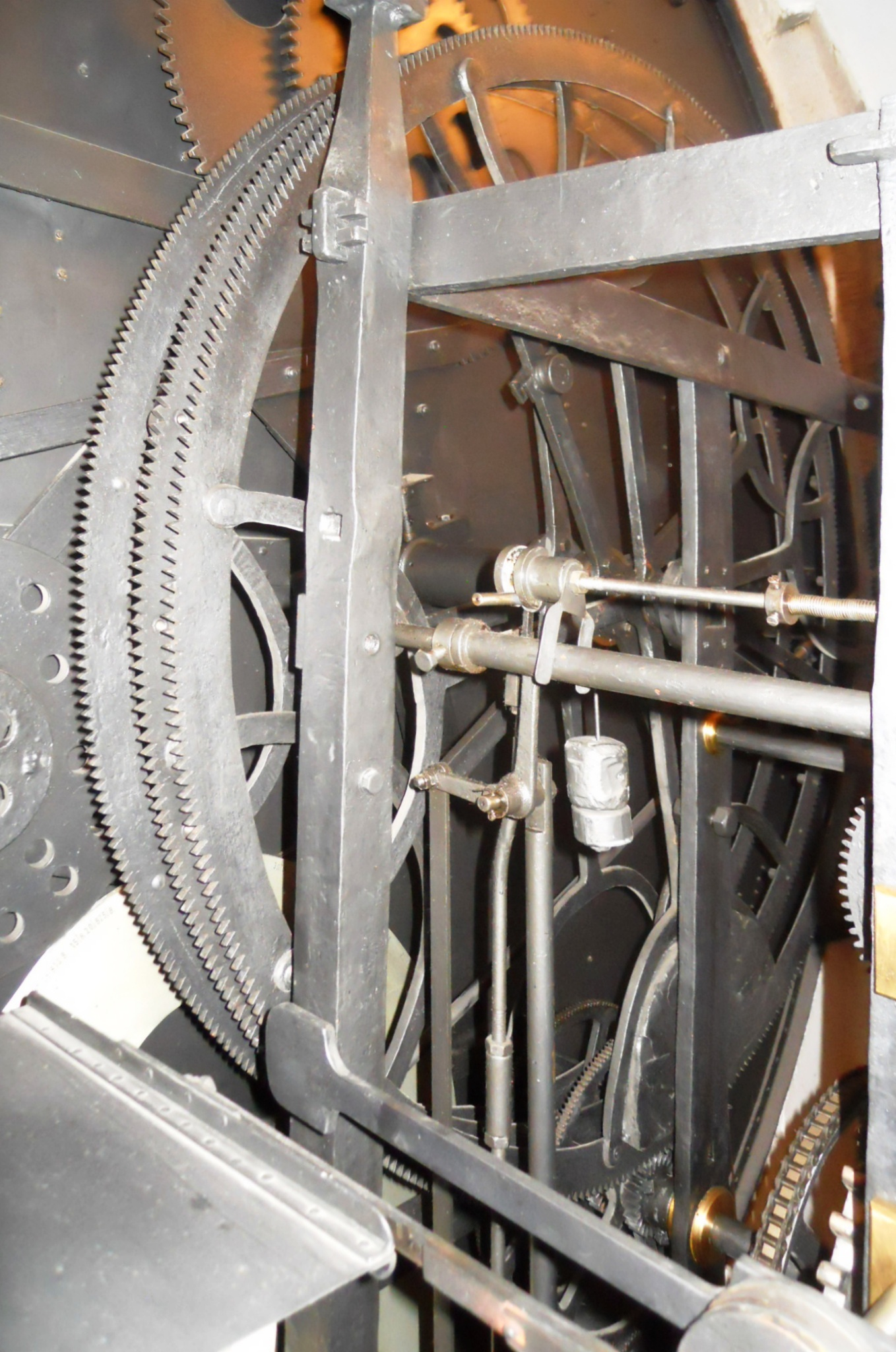
Hlavní stroj, trojice původních kol, která poháněla solární, siderickou a lunární ručku orloje (1410)

Stroj hlavní, nazývaný také jicí (jdoucí) (něm. Gehwerk) a s ním spojený stroj ukazovací (pro pohyb Slunce, Měsíce a zvířetníku) byl poháněn závažím o hmotnosti 80 kg, které uvádělo celý stroj v pohyb. Stroj byl původně řízen vřetenovým krokem s lihýřem. Toto řešení kroku hodin bylo nepřesné (způsobovalo až čtvrthodinovou odchylku od přesného času denně) a roku 1866 byl krok nahrazen velmi dokonalým mechanickým chronometrem Romualda Božka, který hlavní stroj každou minutu uvolňuje a posouvá. Od té doby má orloj maximálně třísekundovou odchylku od přesného času za týden (někdy i jen půl sekundy). Všechny stroje jsou i dnes poháněny závažími s automatickým natahováním.

### Ukazovací stroj a zvonící stroj
Ukazovací stroj vede pomocí tří souosých hřídelů tři ukazatele pro Slunce, Měsíc a hvězdný čas se zvířetníkem. Stroj spouští v časových intervalech 30 a 60 minut a 24 hodin další pomocné stroje: bicí, zvonící, stroj pro pohyb apoštolů a stroj pro ovládání kalendářní desky. Po spuštění tyto stroje vykonají určené pohyby s přidruženým mechanismem a na konci svého cyklu se opět zastaví a mechanicky uzamknou. Zvonící stroj je ve společné rámové kostře s hlavním strojem a spolu s ním byl také vytvořen. Upozorňuje zvoněním na blížící se odbíjení hodin, které obsluhuje bicí stoj. Kalendářní stroj je také vypouštěn hlavním strojem a o půlnoci každých 24 hodin posune kalendářní desku o jeden den. Za ciferníkem je dále zabudován novodobý stroj čtyřiadvacetníku, který má samostatný pohon.
Jádrem mechaniky ukazovacího stroje, který umožňuje zařízení fungovat jako orloj, tedy jako hodiny s astronomickými funkcemi, jsou tři kovaná ozubená kola o průměru 116 cm poháněná původně jedním společným pastorkem. Pro Slunce má kolo 366 zubů, pro Měsíc 379 zubů a pro zvířetník 365 zubů. V roce 1866 byl instalován opravný mechanismus pro chod Měsíce ke korekci převodového poměru, který pro Měsíc má být přesněji 378,8… zubů.

### Pohon čtyřiadvacetníku
Čtyřiadvacetník je mechanismus, sloužící k pootáčení vnějšího „staročeského“ ciferníku, který má po obvodu 24 gotických číslic, a to tak, aby bylo možno odečítat staročeský čas, v němž den začínal západem Slunce. Kývavý pohyb čtyřiadvacetníku byl původně realizován klikovým mechanismem od kalendářního kola, jak jej již v roce 1570 popisuje Táborský. Tato konstrukce zaručovala, že střední odchylka čtyřiadvacetníku činila jen 4 minuty a dosahovala maximální hodnoty 11 minut koncem února a začátkem března. Zmíněný klikový mechanismus byl později odstraněn a nahrazen strojkem s reverzací chodu čtyřiadvacetníku. Toto zařízení bylo však velice komplikované a v praxi se neosvědčilo. Spouštěcí strojek se musel uvádět do pohybu čas od času ručně. Při rekonstrukci orloje v roce 1948 byl úplně vynechán a čtyřiadvacetník byl trvale nastaven do polohy 12 hodin nahoře a 24 hodin dole. Nový pohybový mechanismus pro samočinné natáčení čtyřiadvacetníku navrhl roku 1956 Dr. Emanuel Procházka ve spolupráci s Ing. Miroslavem Krajníkem. Tento mechanismus se samostatným hodinovým strojkem byl na orloj instalován 6. listopadu 1957 a pracuje dodnes.

### Bicí stroj
Bicí stroj nebyl v době vzniku orloje umístěn přímo za ciferníkem, ale samostatně ve věži v blízkosti zvonu. Teprve při pozdějších přestavbách, nejspíše v roce 1629 nebo 1659, byl přemístěn za ciferník, pevně spojen s hlavním strojem a pravděpodobně konstrukčně upraven. Bicí stroj se spouští hlavním strojem a odpočítává údery. Použitý „švarcvaldský“ mechanismus se závěrkovým kolem s různě vzdálenými zářezy se běžně užíval u věžních i kukačkových hodin, na orloji však musí odpočítávat až do 24 a proto byl upraven. Vedle hlavního závěrkového kola je zde ještě malé závěrkové kolo a odbíjení se zastaví až když se zářezy v obou kolech sejdou. K odpočítávání se tak využívá zajímavá matematická hříčka, která na počest předpokládaného duchovního otce orloje Jana Šindela dostala název „šindelovská posloupnost“. Vzácně se zdvojení závěrkových kol používalo i u jiných věžních hodin v Itálii. Dnes je Pražský orloj pravděpodobně jediný, kde dosud toto řešení funguje.

### Stroj Měsíce

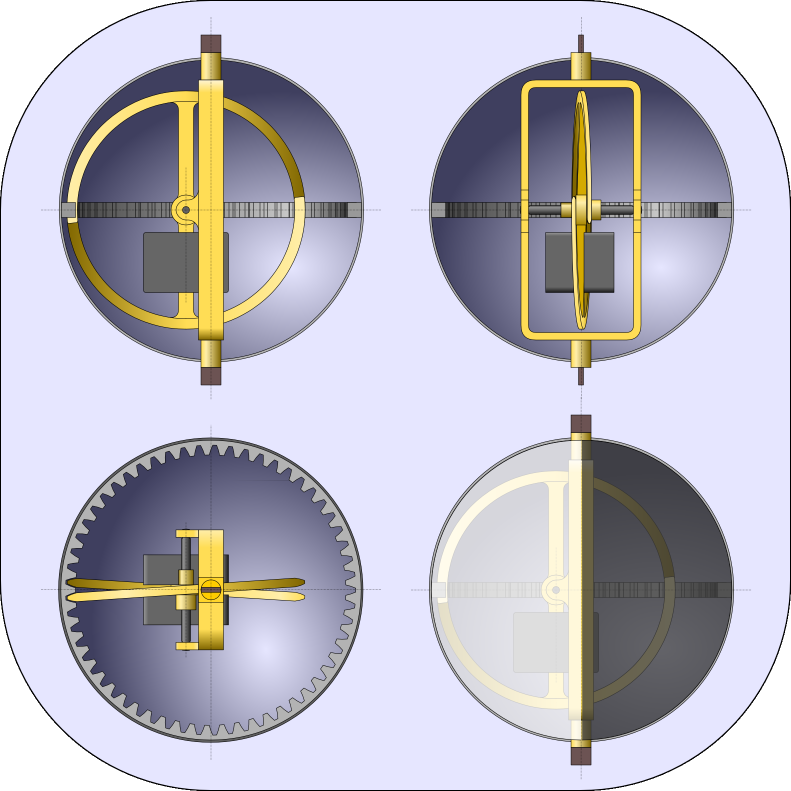
Vnitřní schema měsíce Pražského orloje

Zobrazování Měsíce a jeho fází je technicky náročné. Obvykle se řešilo zvláštním hřídelem v ručce nebo pod ní, který otáčel měsíční koulí nebo clonou, čímž se zobrazují fáze Měsíce. Důmyslné mechanické řešení pro znázornění fází Měsíce na Pražském orloji, patrně ze 17. století, se odlišuje od předchozích i pozdějších konstrukcí a je skutečně unikátní součástí orloje i ve světovém měřítku. Měsíc znázorňuje koule o průměru 130 mm, jejíž povrch má tmavou a světlou polokouli. Změnou natočení polokoulí vzhledem k pozorovateli jsou vizuálně vytvářeny fáze měsíce, a to velmi originální mechanickou konstrukcí bez vnějšího pohonu, pouze s využitím gravitace. Uvnitř koule je ozubený věnec s vnitřním ozubením 57 zubů, do kterého zabírají dva půlzávity dvouchodého šneku. Šnek je spojen s malým závažím, které se volně otáčí kolem osy kolmé k rovině ciferníku. Jak ručka Měsíce během dne mění polohu, závaží se šnekem zůstává díky gravitaci ve svislé poloze a šnek tak pomalu pootáčí měsíční koulí kolem její osy. Mechanismus pro znázorňování fází měsíce není zcela přesný, jeho chyba je však zanedbatelná a vyžaduje korekci v intervalu 4 let (po více než pěti letech bez korekce by se mechanismus předbíhal o celý den). Zato, když Měsíční koule například přimrzne ke své ose, musí se její poloha opravit ručně.

#### Výhody mechanismu
Stroj v měsíční kouli byl objeven a popsán při opravě v letech 1864–1865. Není známo, kdy byl vytvořen a na orloj osazen, ale podle technologie provedení se předpokládá, že teprve při opravě v roce 1659. Původní řešení zobrazování fází Měsíce (známé ze zprávy Táborského) patrně užívalo převod mezi hlavní osou ukazatele měsíce a vlastním ukazatelem, kdy se tento přes ozubený převod odvaloval po hlavní ose. Měsíc byl pevně spojen s ukazatelem a jak se tento natáčel kolem své osy, natáčela se i koule s fázemi měsíce. Podobný mechanismus mají i jiné orloje a v průběhu roku vykazuje odchylku až 4 dny od skutečné fáze měsíce. Kromě této cyklické odchylky produkuje také odchylku narůstající v čase, takže zhruba po 18 letech ukazuje přesně opačnou fázi měsíce, než jaká je na obloze. To byl zřejmě důvod, proč neznámý mistr v polovině 17. století vytvořil unikátní nový mechanismus poháněný gravitací, který vytváří odchylku jen poloviční (a cyklickou odchylku nemá).

### Stroj pro pohyb apoštolů
Stroj pro pohyb apoštolů a sošek je pomocný stroj, který se automaticky spouští každou hodinu v denní době, je umístěn v prostoru s ostatními stroji a pohyb je přenášen nekonečným řetězem do komůrky o patro výše. Apoštolové se pohybují na spřažených vozících a pákový mechanismus s vratnou pružinou zajišťuje jejich pootáčení za okny a jejich pohyby; sv. Petr zvedá ruku a žehná, sv. Pavel kývne na znamení souhlasu a sv. Tomáš zavrtí hlavou jako nevěřící. Jednoduchým zarážkovým systémem je od pohybu apoštolů odvozeno otevírání okenic i pohyby soch na vnějším plášti orloje (Smrtka, Lakomec, Marnivec, Turek). V období svátků (Zelený čtvrtek – Bílá sobota), kdy Smrtka nemá zvonit, je ovládající drát odpojen z mechanismu. Mechanismus dále ovládá pohyb křídel kohouta, jehož kokrhání je řešeno měchem, stlačovaným závažím. Při pohybu apoštolů se závaží nadzvedne a měch naplní vzduchem. Na konci produkce apoštolů je vzduch závažím z měchu hnán do tří trubek, které imitují kokrhání. Pohyb apoštolů předchází odbíjení orloje. Stroj, stejně jako sošky, byl roku 1945 zničen a byl postaven znovu.

### Stroj kalendářní desky

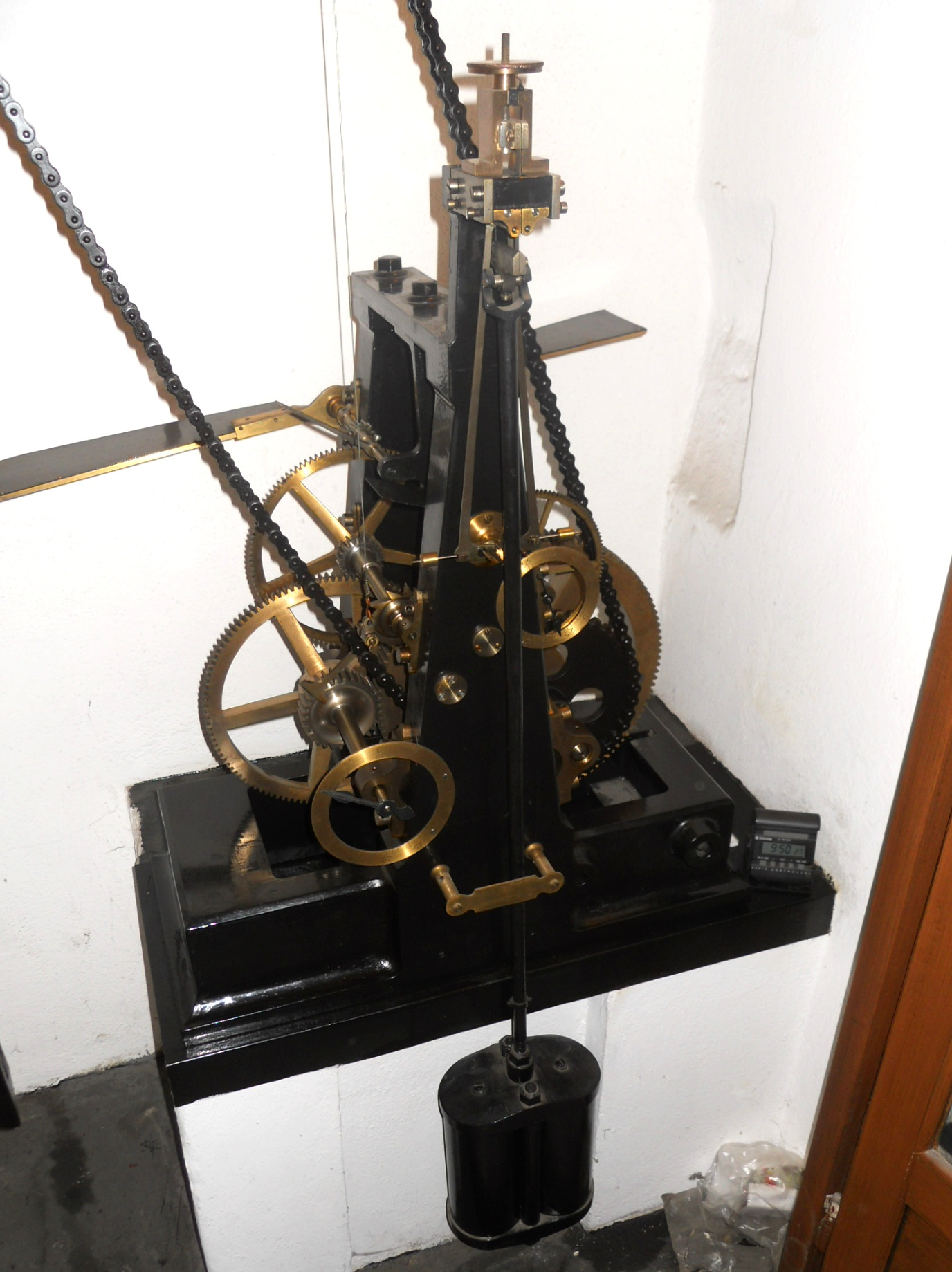
Božkův chronometr – aktuální stav (dole je patrné kyvadlo se rtuťovou nádobou, vzadu vodorovně zpomalovací větrník)

Kalendářní stroj tvoří hlavní kolo s 365 zuby po obvodu, které se spolu s kalendářní deskou každou půlnoc pootočí o jeden zub. Pouze v přestupném roce zůstane kolo jeden den stát. (V současnosti po 28. únoru, podle juliánského kalendáře po 23. únoru.)
Po roce 1560, kdy byl správcem orloje opět Jan Táborský, byl mechanismus kalendářní desky spojen s hlavním strojem, který ji jednou za den uvolní a pootočí. Do té doby to musel pohyb vykonávat ručně orlojník.

### Božkův chronometr
Božkův chronometr byl instalován do soustrojí až v roce 1866, aby se zvýšila přesnost a spolehlivost chodu stroje, který už neodpovídal potřebám doby. Náhrada původního lihýře s vřetenovým krokem za přesný řídící chronometr, který bude nadále každou minutu spouštět starý stroj, byla svěřena Romualdu Božkovi (1814 až 1899), synu hodináře a konstruktéra Josefa Božka. Tento regulátor se sekundovým kyvadlem a rtuťovou kompenzací teplotních změn zajišťuje potřebnou přesnost chodu. Chronometr má Denisonův gravitační krok a je dokladem vynikající konstruktérské i hodinářské práce. Přitom není do starého hodinového stroje necitlivě integrován, ale každou minutu dodává zvnějšku impuls změněnému krokovému kolu památky. Od půlnoci na Nový rok 1866 je chod pražského orloje definitivně řízen tímto chronometrem.

## Astronomická část

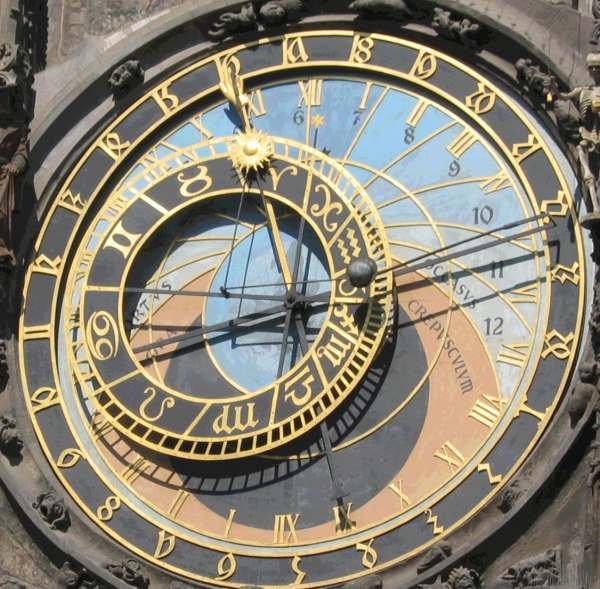
Astronomický ciferník
(střední část orloje)

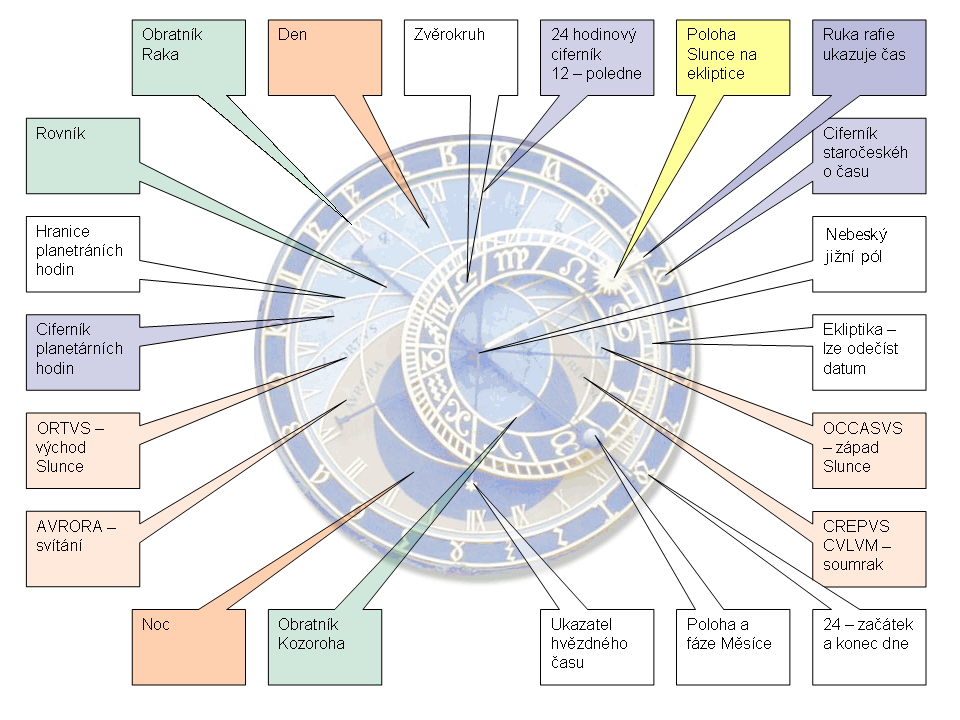
Schéma astronomického ciferníku orloje

Animace pohybu zvěrokruhu (ekliptiky) a čtyřiadvacetníku v 9.30 dopoledne (skok animace v měsíčních intervalech)

Astronomická část orloje přestavuje ptolemaiovský geocentrický model kosmu uspořádaný jako astroláb poháněný hodinovým strojem. Hlavní stroj orloje pohání tři souosé hřídele přes ozubená kola s různým počtem zubů. Ta nesou tři ukazatele, které ukazují sluneční a hvězdný čas a pohyb Měsíce. Důmyslný systém táhel na ciferníku přitom posouvá symbol Slunce (zlaté sluníčko) a měsíční kouli po jejich ručkách, takže ukazují polohu Slunce vzhledem k horizontu i ve zvěrokruhu a polohu Měsíce.

### Astronomický ciferník
Základem viditelné části orloje je nepohyblivý velký kruh s barevným pozadím o průměru 2,6 metru, tvořící podkladovou desku astrolábu. Astroláb je založen na průmětu nebeské sféry do roviny. Použitým zobrazením je stereografická projekce, v případě Staroměstského orloje jde o průmět ze severního pólu. Na desce astrolábu jsou takto zobrazeny coby soustředné kružnice: obratník Raka (vnější okrajová kružnice), obratník Kozoroha (nejmenší kružnice) a rovník (kružnice mezi oběma obratníky). Uprostřed desky, kudy prochází pohybové osy, se v daném promítání nachází nebeský jižní pól.
Poněkud matoucí je novodobé vyobrazení zemského glóbu v oblasti mezi jižním pólem a obratníkem Kozoroha, s Prahou v místě jižního pólu.
Barevně odlišené oblasti ukazují části oblohy vztažené k místu pozorovatele (zeměpisné šířce Prahy). Horní jasně modrá plocha je obloha nad horizontem. Černá a hnědočervená plocha pak představují část oblohy pod horizontem. Během dne se symbol Slunce nachází v modré části, v noci pak v černé části. Během svítání a soumraku prochází symbol Slunce hnědočervenou částí pozadí. V černém poli se symbol Slunce pohybuje během astronomické noci, kdy je Slunce více než osmnáct stupňů pod obzorem. V pražských podmínkách, na 51. stupni severní šířky, se sluneční symbol mezi 1. červnem a 13. červencem do černé části vůbec nedostane.
V levé hnědočervené části, která představuje východ, jsou latinské nápisy AVRORA (svítání) a ORTVS (východ Slunce). V pravé části, která představuje západ, jsou nápisy OCCASVS (západ Slunce) a CREPVSCVLVM (soumrak).
Zlaté římské číslice na okraji modrého kruhu tvoří ciferník běžného 24hodinového dne a pozlacená ručka zde ukazuje sluneční čas. Polední dvanáctka stojí na vrcholu v jasně modrém poli, půlnoční dvanáctka dole na rozhraní černého a červeného pole. Orloj je dnes seřízen tak, že již neukazuje místní střední sluneční čas, nýbrž občanský středoevropský čas UT+1, který odpovídá 15. stupni východní délky. Proti místnímu času se předchází o 2 minuty a 18 sekund.
Zakřivené zlaté čáry rozdělují modrou plochu ciferníku na 12 částí a označují „přirozené“ či „babylonské“ hodiny, odpovídající 1/12 času mezi východem a západem Slunce. Denní hodiny označené arabskými černými čísly pak odpovídají době, kdy je světlo. Délka této hodiny se v průběhu roku mění tak, jako se mění délka světlého dne. Průsečík ekliptikální obruče na kraji zvířetníku a sluneční rafije tak ukazuje „přirozený“ čas, na nějž byli lidé ještě ve středověku zvyklí. Tento průsečík má označovat zlatý symbol Slunce, které se kvůli tomu po sluneční rafiji v průběhu roku posouvá, ale po rekonstrukci roku 1865–66 se symboly Slunce i Měsíce pohybují znatelně blíže středu zodiaku, což nebylo vráceno následujícími opravami včetně té z roku 2017. Naopak, zlatá ruka na římských číslech i na čtyřiadvacetníku ukazuje „mechanický“ čas se stejně dlouhými hodinami během jednoho dne, tak jak jsou užívány dnes. Zde ovšem údaj času neříká, zda je světlo nebo tma: například v 6 hodin ráno je v létě světlo a v zimě tma. Toto lidem na mechanickém času dlouho vadilo a Staroměstský orloj je vzácným svědectvím tohoto důležitého přechodu ve vnímání času.

### Slunce

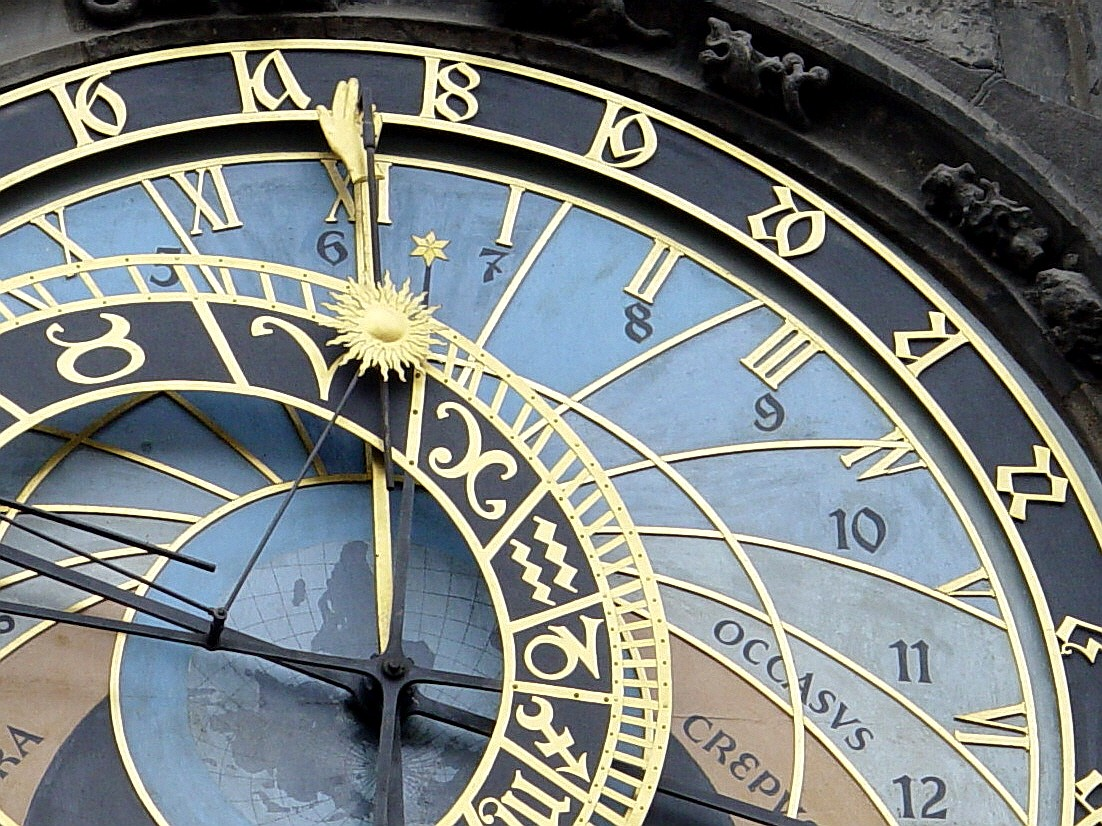
Detail zlaté ruky, symbolu Slunce a hvězdičky (téměř v zákrytu)

Symbol Slunce (zlaté sluníčko) je ze zlaceného plechu a posouvá se po hlavní hodinové ručce táhlem, spojeným se zvířetníkem. Slunce oběhne ciferník jednou za 24 hodin a posouvá se po obvodu zvířetníku, který oběhne jednou do roka. Symbol Slunce ukazuje:
- den, úsvit, soumrak a noc
- výšku Slunce nad obzorem
- postavení Slunce ve zvěrokruhu
- přibližné kalendářní datum (dílek na obvodu zvířetníku odpovídá asi 5 dnům)
- na zakřivených zlatých liniích na modré ploše ciferníku lze odečítat „přirozený“ či „babylonský“ čas s různě dlouhými hodinami (černé arabské číslice)

### Měsíc

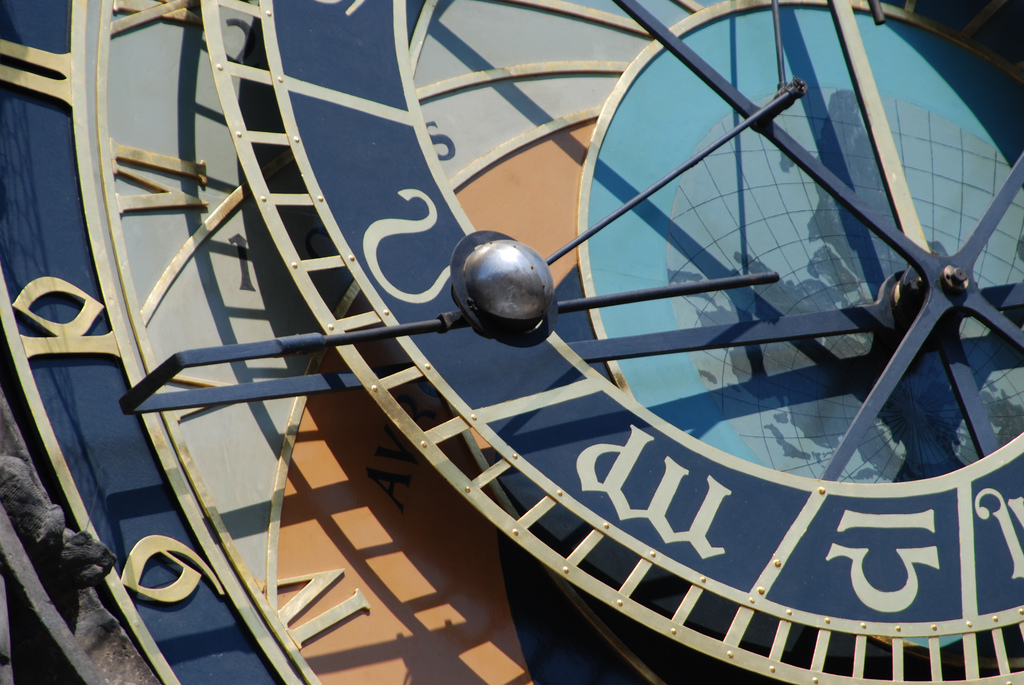
Detail postavení měsíce na astrolábu; mechanické provedení vedení měsíce po ručce, patrná tmavá a světlá strana měsíce. V modrém středu je vidět nakreslený globus „severem“ dolu.

Měsíc obíhá po ciferníku v tropickém cyklu 27 dní, 7 hodin, 43 minut a 5 sekund. Vedle posuvu po ručce je skrytým mechanismem v měsíční kouli znázorňována i fáze měsíce, tedy světlá a tmavá polokoule.

### Zvířetník – zvěrokruh
Na ručce hvězdného času je upevněn excentrický kruh se znameními zvěrokruhu. Ručka hvězdného času oběhne ciferník za 23 hodin 56 minut a 4 sekundy, pohybuje se tedy o něco rychleji než ručka slunečního času. Táhlo na ciferníku přitom posouvá symbol Slunce po jeho ručce tak, že se pohybuje po obvodu zvěrokruhu a ukazuje aktuální znamení. Každé znamení má úhlově stejnou velikost, ale vzhledem k excentrickému usazení se toto jeví jako nestejně veliké úseky v dělení obvodu zvířetníku. Úsek každého znamení je přitom paprsky na obvodu zvířetníku rozdělen na 6 částí, což umožňuje přibližné odečítání kalendářního data. Konstrukční vada vzniklá během úprav v 19. století způsobila, že se symbol Slunce nepohyboval nad zvířetníkem, ale vně. Při další opravě byl proto zvířetník rozšířen o zlacený okraj, po jehož obvodu se symbol pohybuje. Zlatá hvězdička představuje jarní bod a ukazuje hvězdný čas.

## Odečítání času na orloji

### Staročeský čas – čtyřiadvacetník
Čtyřiadvacetník je po staročeském (nebo také italském) způsobu rozdělen na 24 hodin a po obvodu označen arabskými číslicemi gotického tvaru na samostatném mezikruží. Mezikruží leží na vnějším okraji hlavního ciferníku s černým podkladem a zlaceným písmem. K odečítání času na ciferníku slouží dva pohyby. Zlatá ruka jako hlavní ukazatel orloje a oběhne kruh za 24 hodin. Prsty ukazuje staročeské hodiny na čtyřiadvacetníku, který se však během roku také natáčí. Staročeský den totiž začínal západem Slunce (jako dodnes například v židovské liturgii), což konstruktéři orloje vyřešili natáčením ciferníku v rozmezí 60° v průběhu roku. Časový údaj na ciferníku tak závisí na roční době (v létě dlouhý den, v zimě krátký den). Staročeský čas tak udává počet rovnoměrných hodin, které uplynuly od posledního západu Slunce. V době vzniku orloje to byl všeobecně používaný čas a podle něj se také řídilo odbíjení. 24 hodin bylo tedy v nejdelší den roku odbíjeno v 8 hodin (SEČ) večer, při rovnodennosti v 6 hodin večer a v nejkratší den roku o 4. hodině odpolední.

### Vnitřní číselník
Vnitřní číselník neboli půlený orloj je zobrazený na okraji pevné kruhové desky astrolábu. Tvoří ho dvakrát dvanáct zlacených římských cifer s XII. hodinu nahoře a dole, VI. hodinou vlevo a vpravo. Horní dvanáctka v modrém poli znamená poledne, dolní dvanáctka v černém poli půlnoc. Hlavní rafije je kvůli rovnováze protažena i k opačnému okraji ciferníku se shodnými čísly. Protože pohyblivé části ciferníku mohou číslice překrývat, lze tak hodinu odečíst i na zadním konci rafije. Čas označený pouze dvanácti číslicemi se dvanáctou hodinou v poledne a o půlnoci býval zván „německý čas“ a jeho všeobecné používání v českých zemích zavedl císař Ferdinand I. v roce 1547.
Na tomto číselníku ukazovala zlatá ruka svým zápěstím pražský střední sluneční čas do roku 1911. Po rekonstrukci byl od novoroční půlnoci 1912 orloj spuštěn podle pásmového středoevropského času (SEČ), který se od něj liší o 138 sekund. Tak malá odchylka není na astronomických funkcích orloje pozorovatelná.

### Letní čas
V letech 1979 až 1982 ukazoval Staroměstský orloj letní čas. Přestavení orloje však vyžaduje mechanický zásah a navíc údaje astrolábu byly znehodnocené, protože se objevovaly astronomické jevy pro jiné místo na Zemi, konkrétně pro 30° východní délky mezi Kyjevem a Žytomyrem. Zvlášť nepřijatelné bylo Slunce ukazované již jako zapadlé pod obzorníkem astrolábu, když ještě oslňovalo pozorovatele odrazem z oken domu U zvonu a Týnské školy. Dnes se proto letní čas ukazuje jen na malých bočních cifernících a věžních hodinách radnice.

### Hvězdný čas
Hvězdný čas (též siderický) ukazuje zlatá šesticípá hvězdička na výběžku zvířetníku, který je unášen vlastní rafijí. Tato hvězdička není konkrétní hvězdou oblohy ale výrazným hrotem ukazatele určeného na zvířetníku jarním bodem. Hvězdný čas, užívaný v astronomii i v astrologii, se neodvozuje od polohy Slunce ale „stálic“, vzdálených hvězd na obloze. Hvězdný den je oproti slunečnímu asi o 4 minuty kratší. Rozdíl je způsoben tím, že se Země při jedné otáčce vůči hvězdám posune po své dráze kolem Slunce a Slunce již také není ve stejné poloze na obloze jako na počátku hvězdného dne. V průběhu jednoho roku činí tento rozdíl celý jeden den. Hvězdný čas udává, kolik hodin a minut uplynulo od posledního průchodu jarního bodu poledníkem. Hvězdný čas se odečítá z římských číslic vnitřního číselníku. Po 23. září se k odečtenému času připočte 12 hodin, protože od 21. března uplynulo půl roku.

### Pozlacené křivky
12 pozlacených křivek v modrém poli, které se obloukem sbíhají od obvodu ke středu a jsou popsány černými arabskými číslicemi označují hodiny babylonské nebo také planetní. Dělí den od východu po západ Slunce na 12 stejných dílů, které jsou tudíž v průběhu roku různě dlouhé. Pomocí nich bylo možno určit planetu ke dni narození a původně byla na orloji umístěna i planetní tabulka v místě, kde je nyní kohout. Křivky protínají tři soustředné kružnice, jež představují obratníky Raka, Kozoroha a rovník. Takové dělení dne, tedy počítání hodin po východu slunce používali Babyloňané, Egypťané, Řekové, Římané a další národy.

## Kalendář

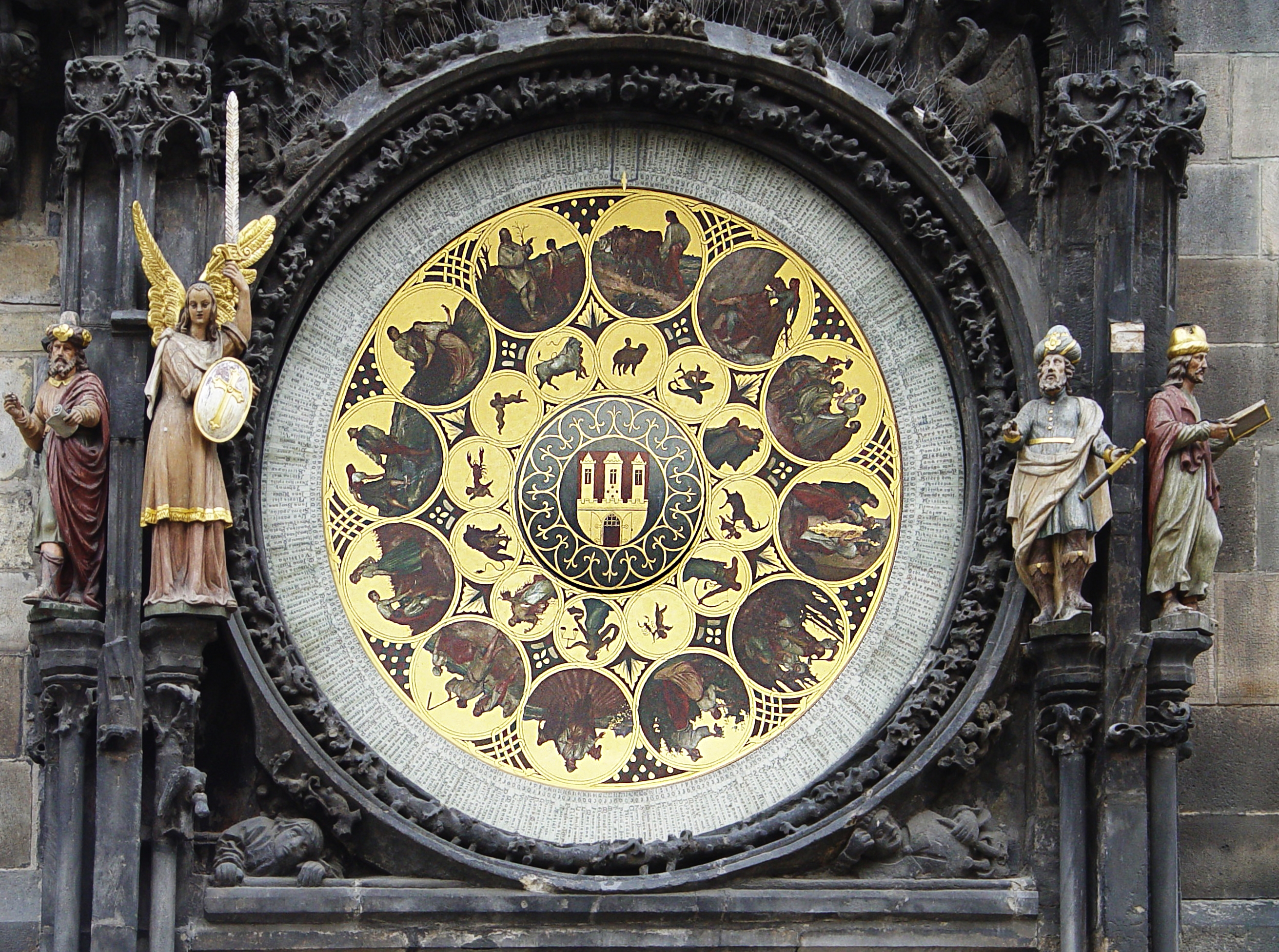
Kalendářní deska

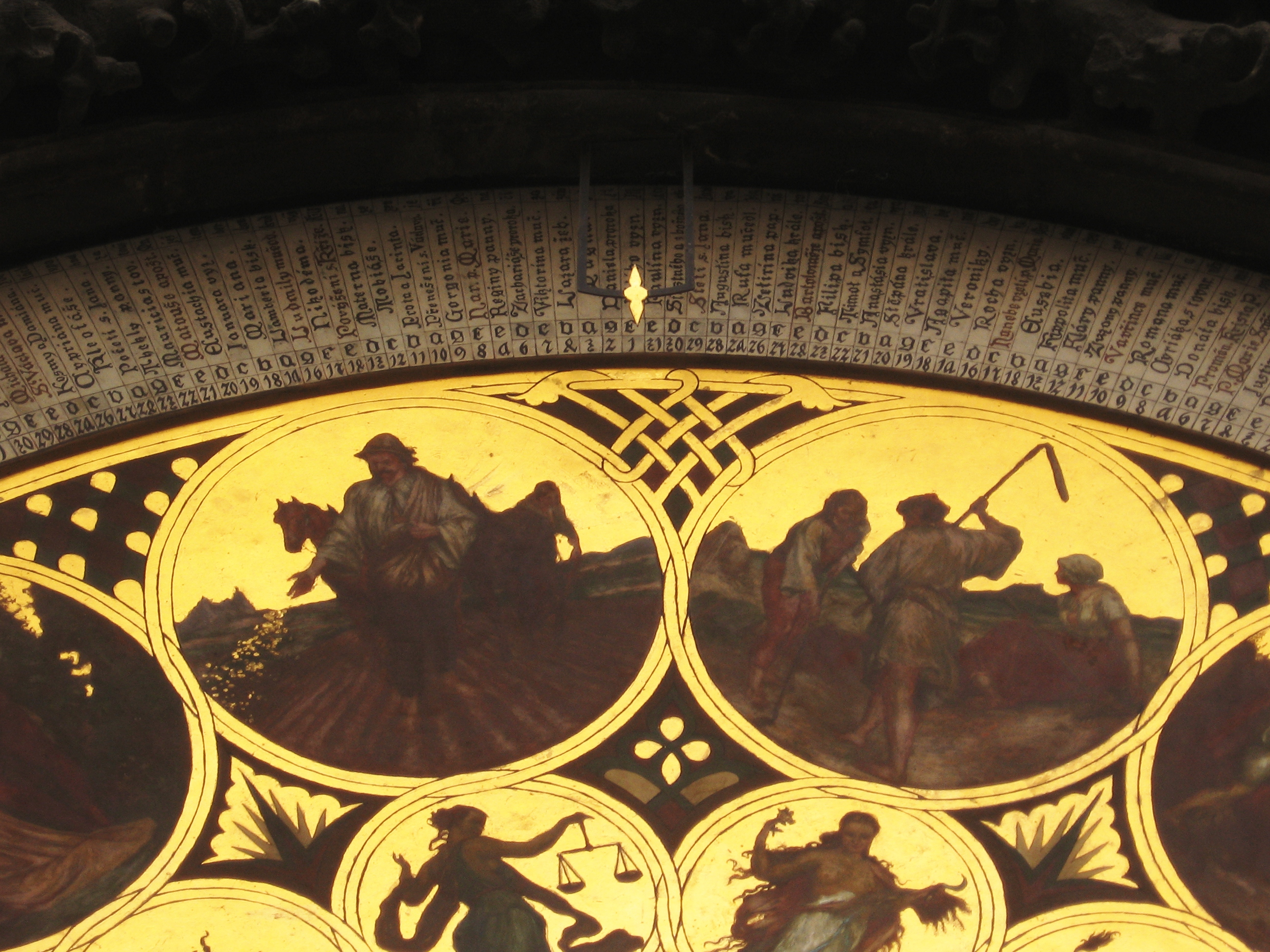
Detail kalendáře z 19. století pod astronomickou částí orloje. Kalendář ukazuje datum 1. září.
Po obvodu kruhu a kolmo k němu se nachází Cisioján

### Kalendářní deska
Kalendářní deska od Josefa Mánesa z roku 1865 byla v roce 1880 nahrazena kopií od Em. Kresc. Lišky, další kopii vytvořil roku 1946 Bohumír Číla a poslední roku 2018 Stanislav Jirčík. Na desce jsou zobrazeny alegorie měsíců s venkovskou a zemědělskou tematikou. Menší obrázky představují znamení zvěrokruhu. Vnitřní obrázek se zlatými hradbami a věžemi je středověký znak Prahy. Na okraji kruhu je církevní kalendárium s 365 dny. U každého je číslo v měsíci, přiřazené nedělní písmeno, jméno světce nebo název pevného svátku a slabika cisiojánu. Velké svátky jsou červeně.
Originál Mánesovy kalendářní desky je uložen v Muzeu města Prahy a jeho místo zaujímá kopie zhotovená malířem a restaurátorem Stanislavem Jirčíkem. Postavy na nové desce se však v mnoha detailech i výtvarném vyznění nedrží originálu, jedná se tedy spíše o volnou kopii.

### Nedělní písmena
Dny v roce jsou postupně označeny písmeny A až G, která se cyklicky opakují. Tato denní písmena sloužila k určování nedělí: písmeno připadající na neděli se nazývá „nedělní písmeno“ a všechny jím označené dny jsou v tomto roce neděle. Pro přestupné roky platí písmena dvě, písmeno se mění o přestupném dni.

### Cisiojan
Cisiojan je méně známá část kalendária a je umístěn po vnějším obvodu kalendářní desky orloje. Je to stará mnemotechnická pomůcka pro zapamatování nepohyblivých svátků v roce včetně významných světců. Text cisiojánu je složen ze slabik jmen světců a výplňkových slabik mezi nimi. Složený veršovaný text je sice poněkud kostrbatý, ale srozumitelný a zapamatovatelný. Celý roční cisioján má 12 strof a 365 slabik, stejně jako je měsíců a dnů v roce.
Ukázka přepisu prosincové části cisiojánu (významné slabiky jsou zde kurzívou): Po – sně – hu – Bá – ra – s Mi – ku – lá – šem – šla, v no – ci – Luc – ka – len – pře – dla, – po – vě – děl – To – máš – tre – stán: Na – ro – dil – se – Kri – stus – Pán.
Cisiojány vznikaly přibližně od 12. století, v Čechách od 13. století, a používaly se až do 17. století. S nástupem tištěných kalendářů však jejich význam zanikl a téměř upadly v zapomnění. O umístění českého cisiojánu na nové kalendářní desce roku 1866 se přičinil Karel Jaromír Erben.

## Mechanické figury

### Apoštolové
Každou hodinu v denní dobu se ve dvou okénkách nad ciferníkem objevuje 12 apoštolů (se svými atributy). Význam zobrazování apoštolů nemá s odměřováním času patrně žádnou spojitost, slouží spíše k zaujetí kolemjdoucích, a se zvýšením popularity může souviset i větší ochota orloj provozovat a opravovat. Nicméně existuje i úvaha o spojitosti dvanácti apoštolů se dvanácti znameními zvěrokruhu navazující na snahu některých astronomů 17. století o náhradu všech pohanských názvů souhvězdí křesťanskými.
| Pořadí | Levé okénko                                                                | Pravé okénko                             |
| ------ | -------------------------------------------------------------------------- | ---------------------------------------- |
| 1.     | sv. Jakub Mladší neboli Alfeův (mylně uváděn i Jakub Větší) valchářská hůl | sv. Petr, původním jménem Šimon klíč     |
| 2.     | sv. Ondřej kříž ve tvaru X                                                 | sv. Matěj, označovaný také Matyáš sekera |
| 3.     | sv. Tadeáš, nazývaný též Juda Tadeáš či Juda Jakubův kyj                   | sv. Filip kříž                           |
| 4.     | sv. Tomáš kopí                                                             | sv. Pavel z Tarsu meč a kniha            |
| 5.     | sv. Jan Evangelista, syn Zebedeův a bratr Jakuba kalich                    | sv. Šimon Kananejský pila                |
| 6.     | sv. Barnabáš svitek                                                        | sv. Bartoloměj kůže                      |

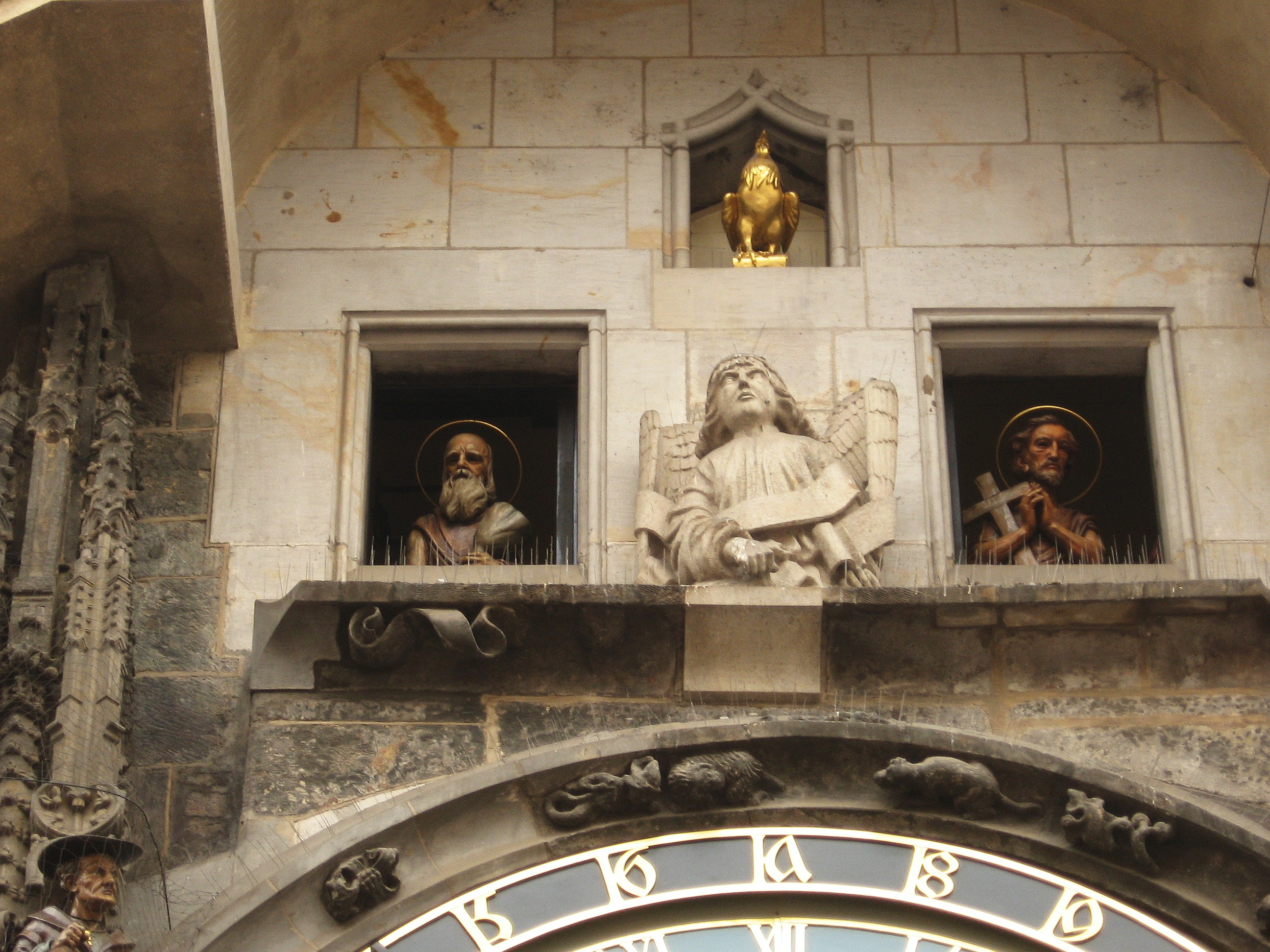
Okénka s apoštoly (Juda Tadeáš a Filip), nad nimi Kohout, pod okénky Anděl.

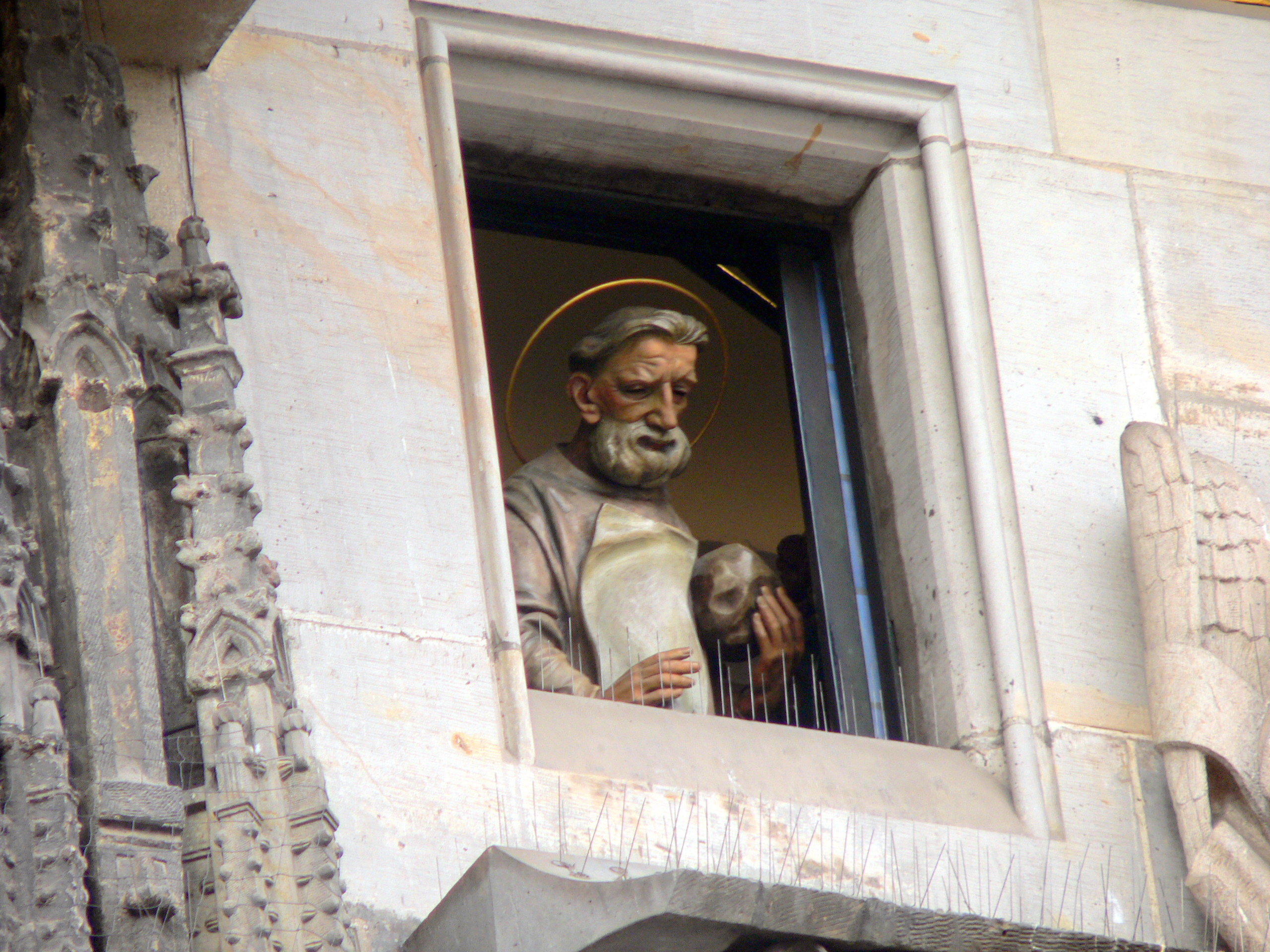
Detail otevřeného okna s apoštolem sv. Barnabášem. Bodce na parapetu a římsách mají bránit holubům, aby orloj neznečišťovali

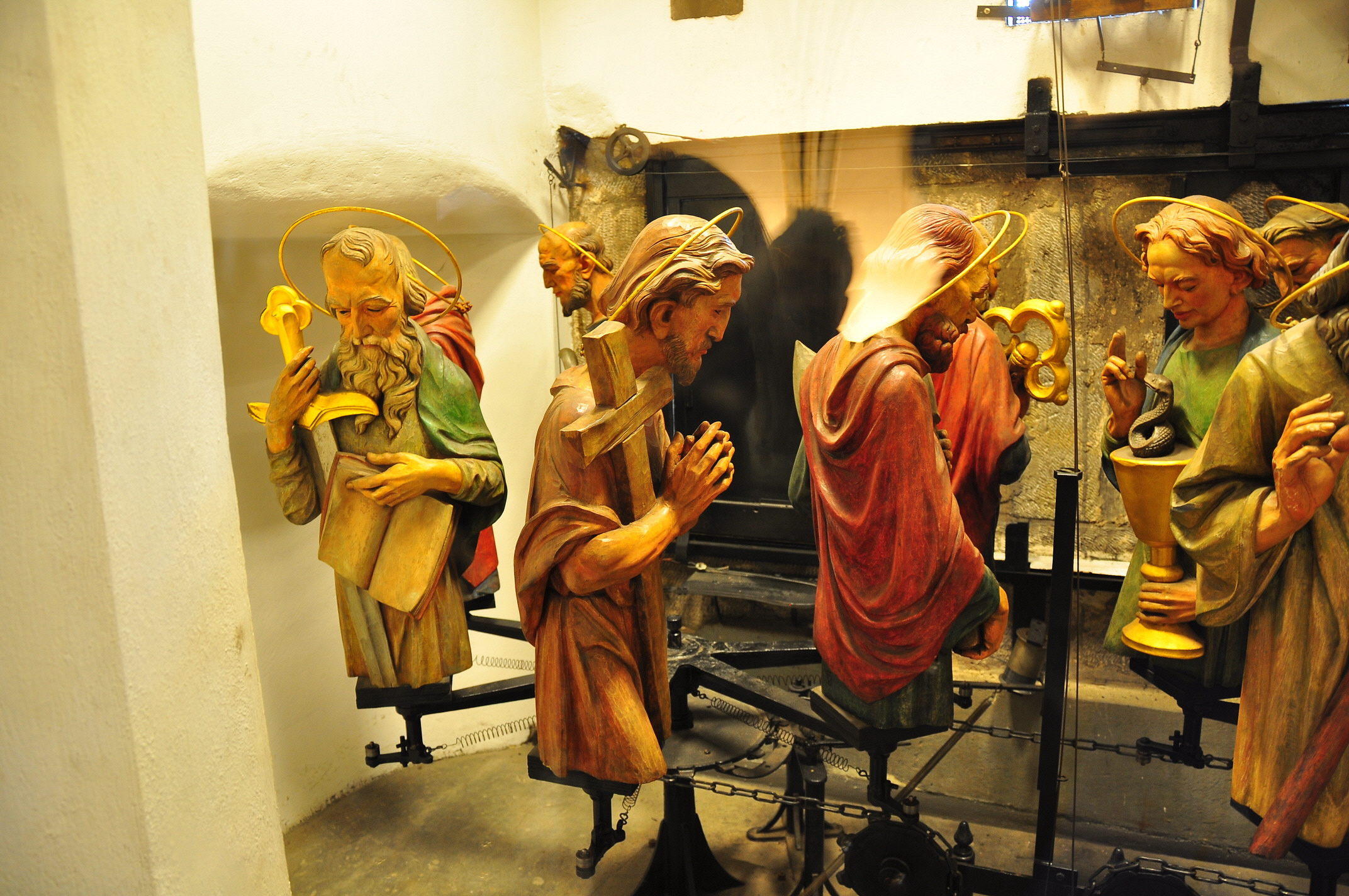
Vnitřní pohled na apoštoly pravého okna

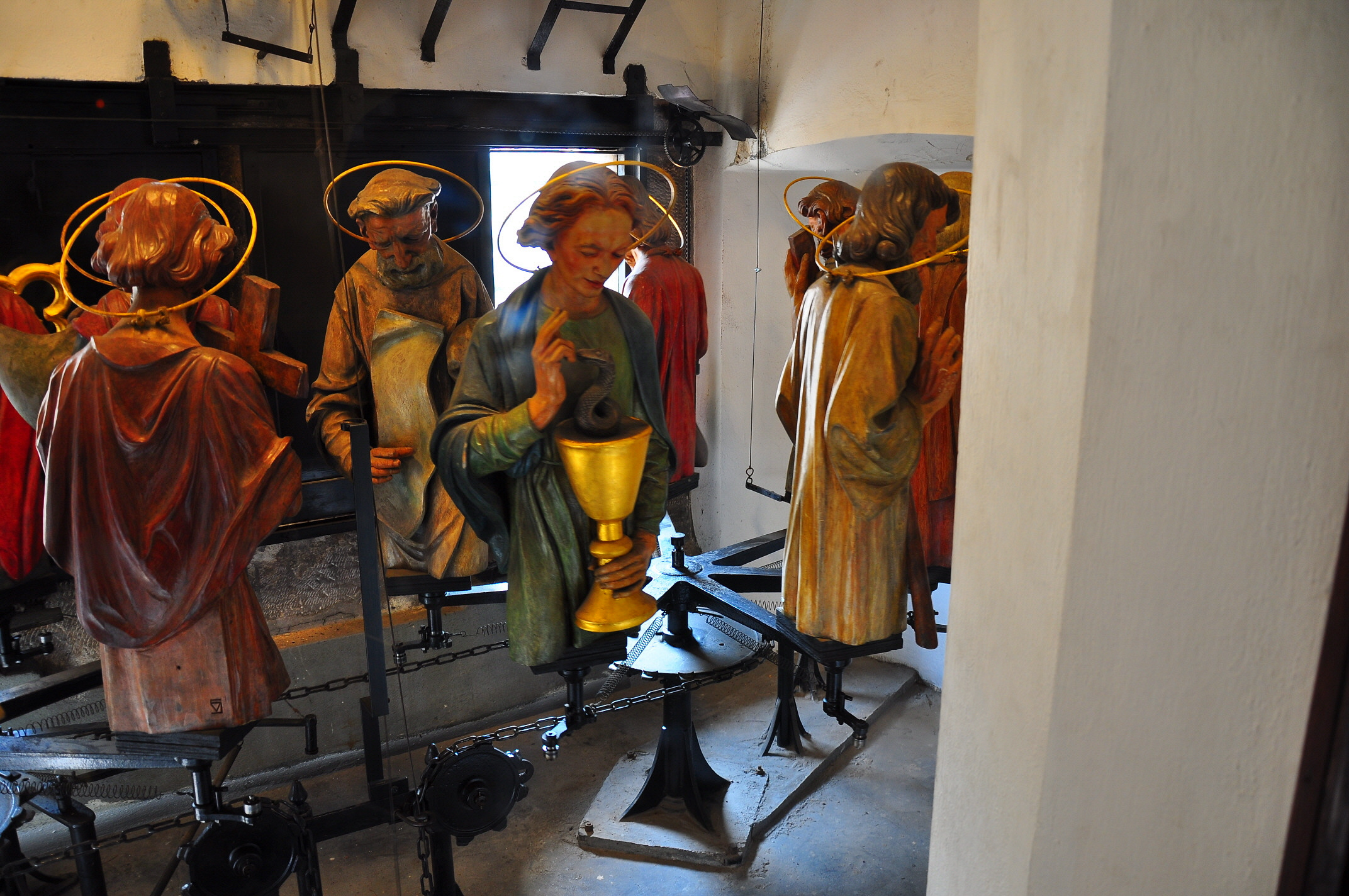
Vnitřní pohled na apoštoly levého okna

Oproti evangelijním výčtům dvanácti tedy na orloji chybí evangelista Matouš, jeden z Jakubů (zdroje se neshodují, který) a Jidáš Iškariotský, místo nich jsou na něm svatý Matěj, přibraný podle Skutků apoštolských místo Jidáše, a svatí Pavel a Barnabáš, kteří se apoštoly stali až v době raného křesťanství.
Současné sošky dvanácti apoštolů vytvořil po roce 1945 sochař a loutkář Vojtěch Sucharda. Suchardovy prvotní návrhy byly zamítnuty jako příliš extravagantní, nakonec vyřezal sochy podobné původním, ale nikoliv přesné repliky. Do sochy svatého Tomáše ukryl v hliníkové tubě od doutníku několikastránkový dopis, kde svoji práci na sochách popisuje. Dopis byl objeven během rekonstrukce v roce 2018.
Původní sochy apoštolů shořely při požáru radnice v květnu 1945. Kdy se pohyblivé figury apoštolů na orloji objevily, není přesně známo, neboť celý městský archiv téhož roku taktéž shořel. Protože však na vyobrazení z roku 1790 jsou gotická prosvětlovací okénka ještě prázdná, bylo to patrně v 19. století. S jistotou jsou tyto figury na orloji od roku 1866 po velké rekonstrukci. Původní sochy byly duté a vykonávaly jednoduchý pohyb natočení do okénka, tři z nich navíc vykonávaly při pohybu ještě další pohyb; zdvihání ruky, vrtění a přikyvování hlavou.

Obrázky současných apoštolů
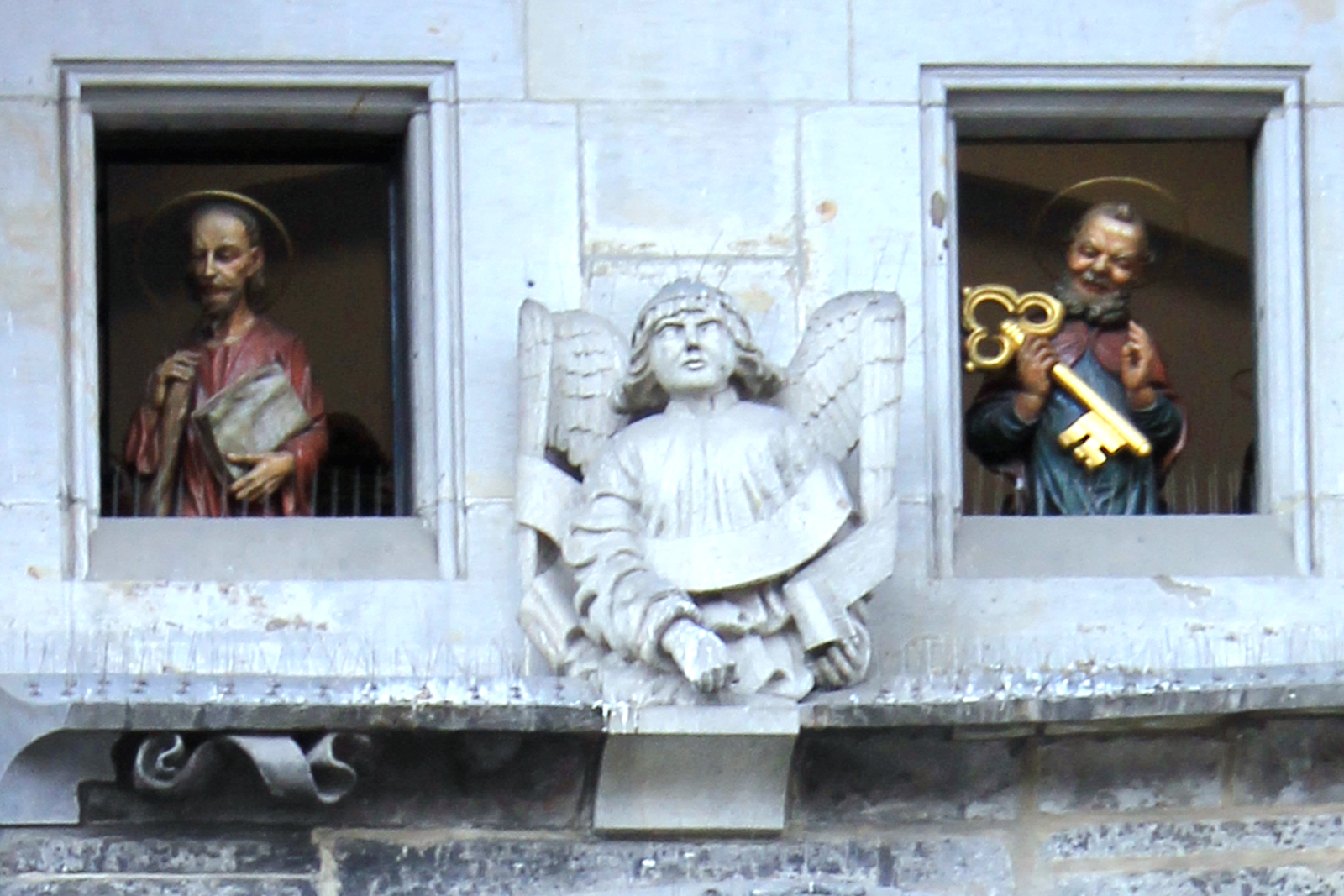
Jakub a Petr
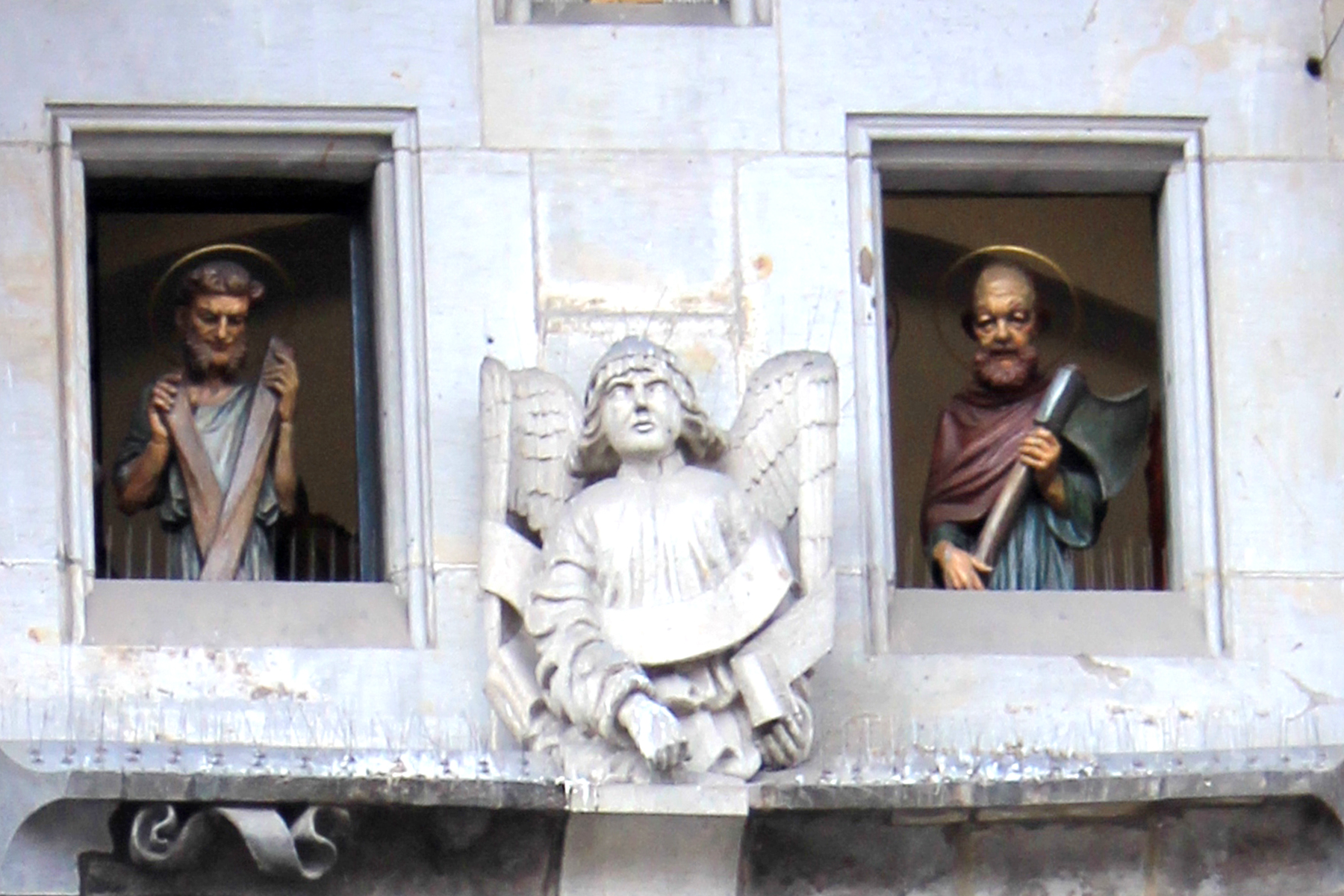
Ondřej a Matěj
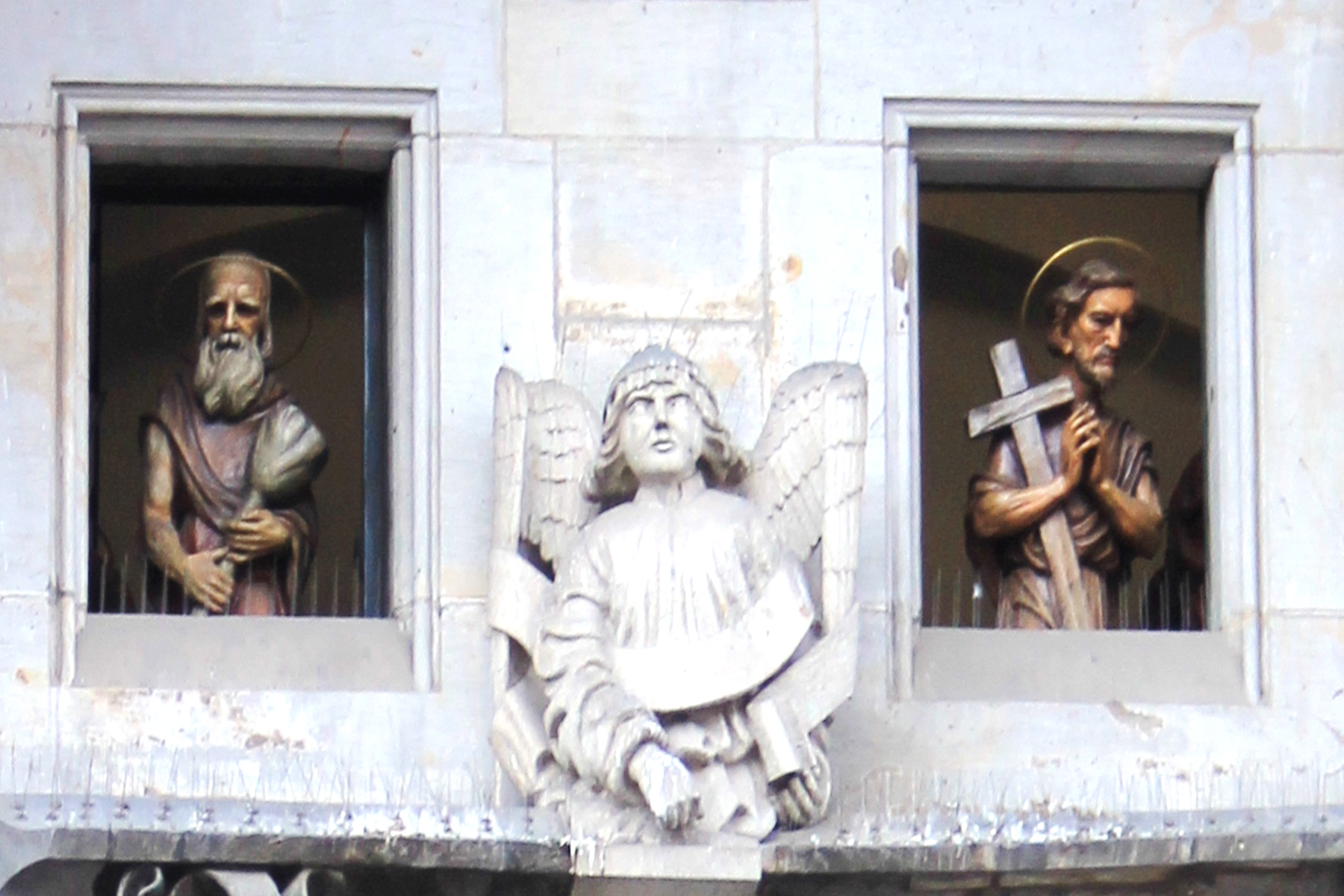
Tadeáš a Filip
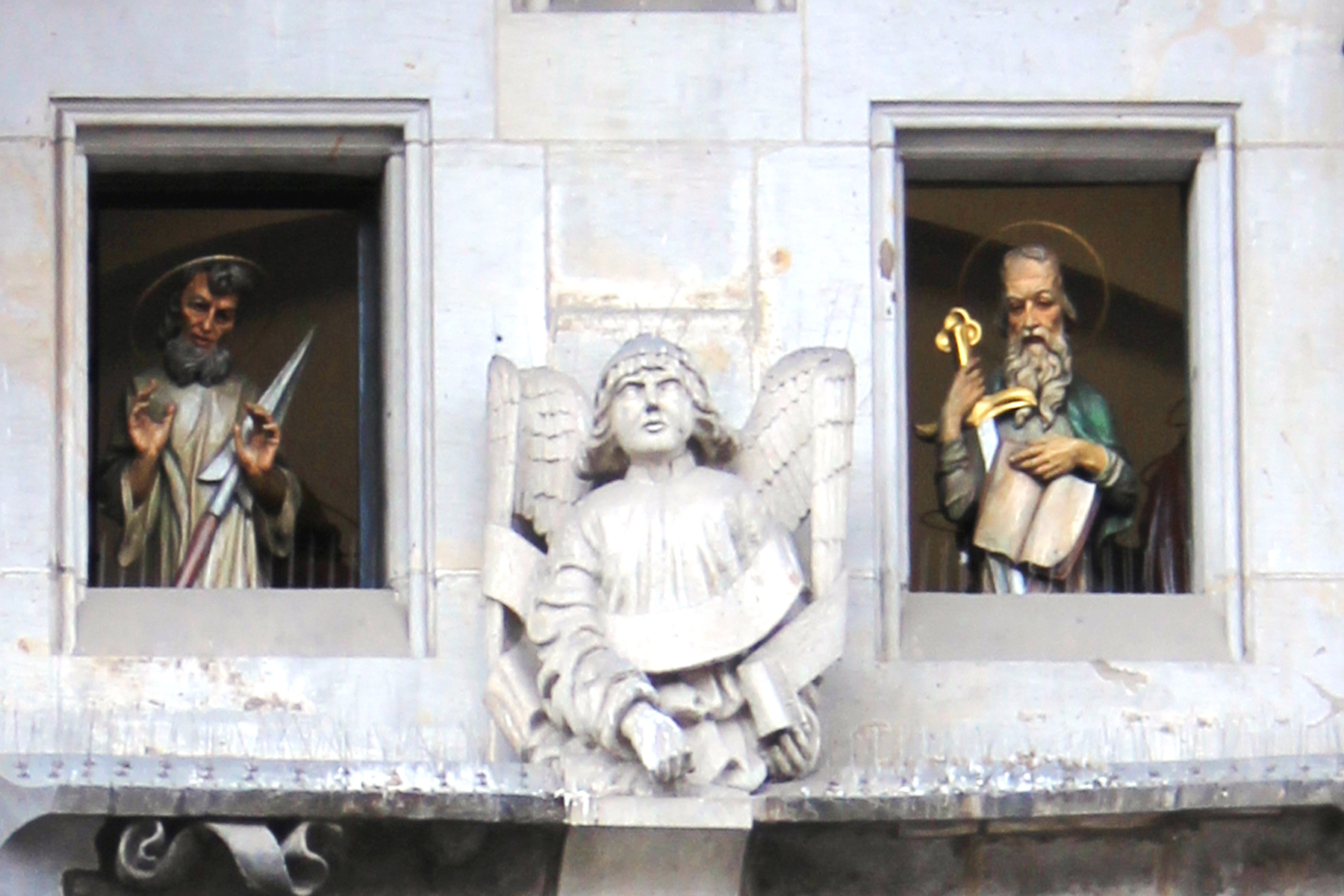
Tomáš a Pavel
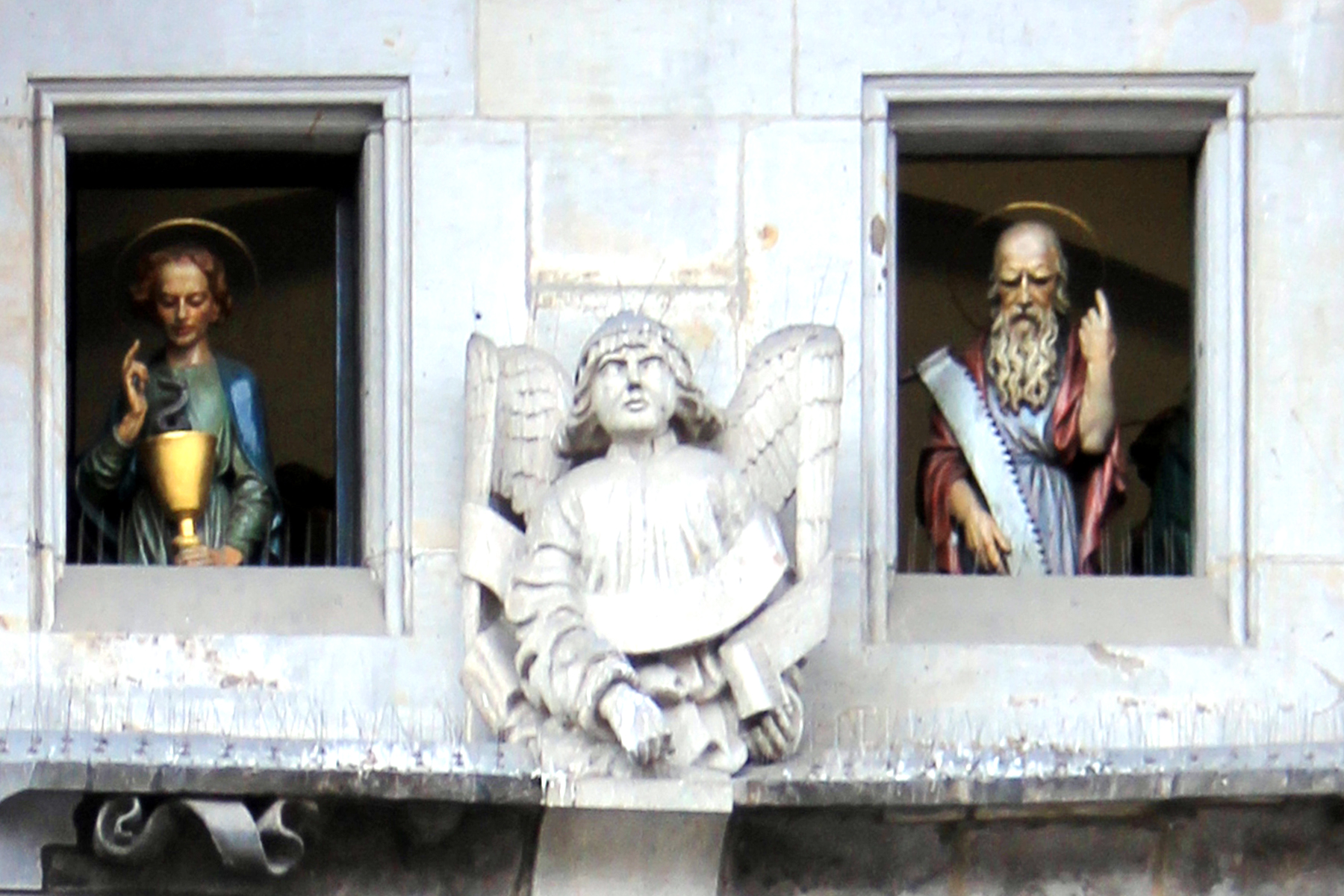
Jan a Šimon
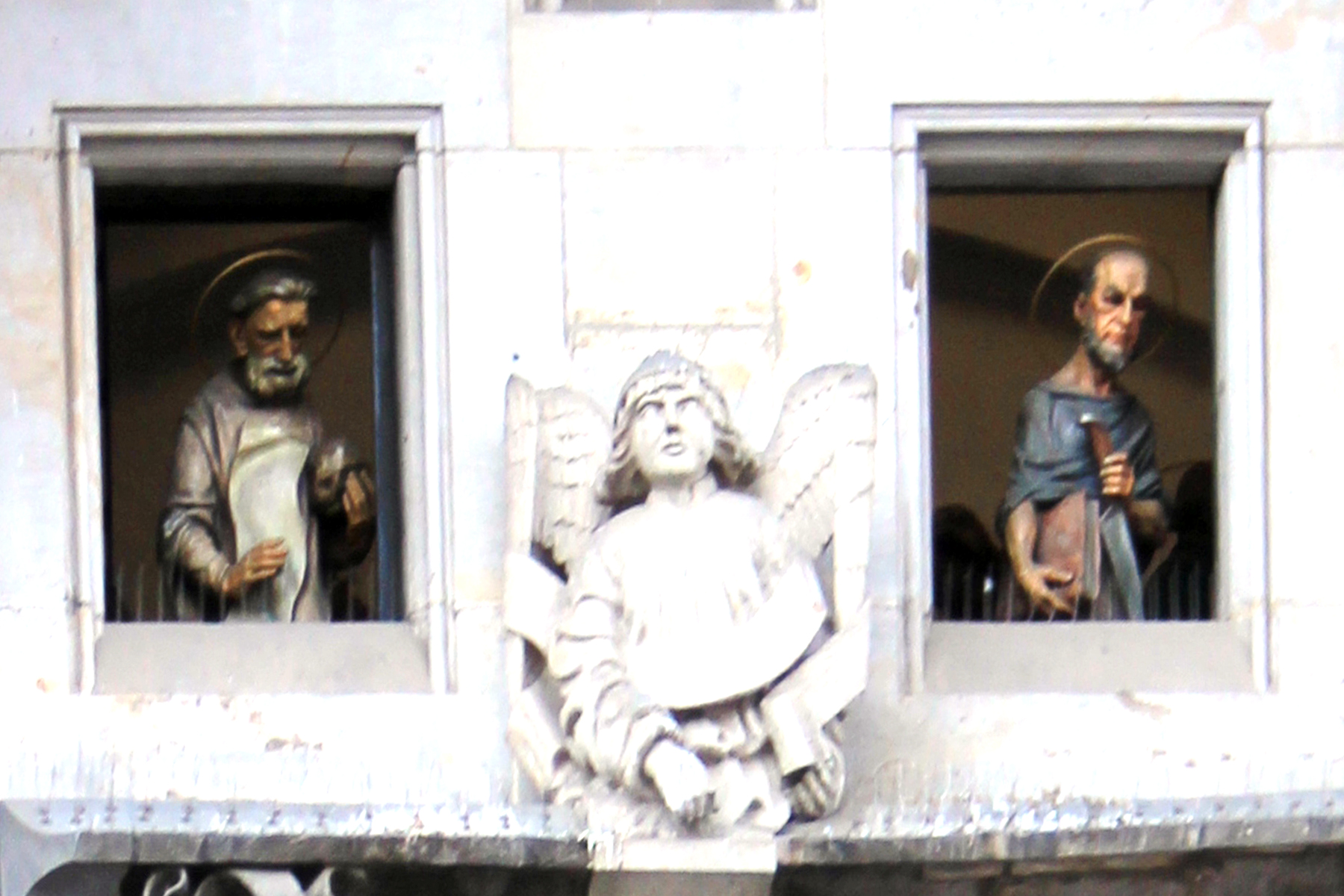
Barnabáš a Bartoloměj

| Pořadí | Levé okénko                                             | Pravé okénko                                                                 |
| ------ | ------------------------------------------------------- | ---------------------------------------------------------------------------- |
| 1.     | sv. Ondřej kříž ve tvaru X                              | sv. Petr původním jménem Šimon klíč, zdvihal ruku k nebi na znamení věrnosti |
| 2.     | sv. Jan Evangelista, syn Zebedeův a bratr Jakuba kalich | sv. Matěj, označovaný také Matyáš sekera                                     |
| 3.     | sv. Šimon Kananejský pila                               | sv. Jakub Větší hůl                                                          |
| 4.     | sv. Filip hůl s křížem                                  | sv. Tomáš kopí, vrtěl hlavou na znamení pochybnosti                          |
| 5.     | sv. Jakub Mladší neboli Alfeův valchářský smyčec        | sv. Bartoloměj nůž v pravici                                                 |
| 6.     | sv. Pavel z Tarsu meč a kniha, přikyvoval na souhlas    | sv. Matouš kniha Ježíšova rodokmenu                                          |

Z Dvanácti chyběl Juda Tadeáš, místo něj byl svatý Pavel.

### Dřevěné sochy

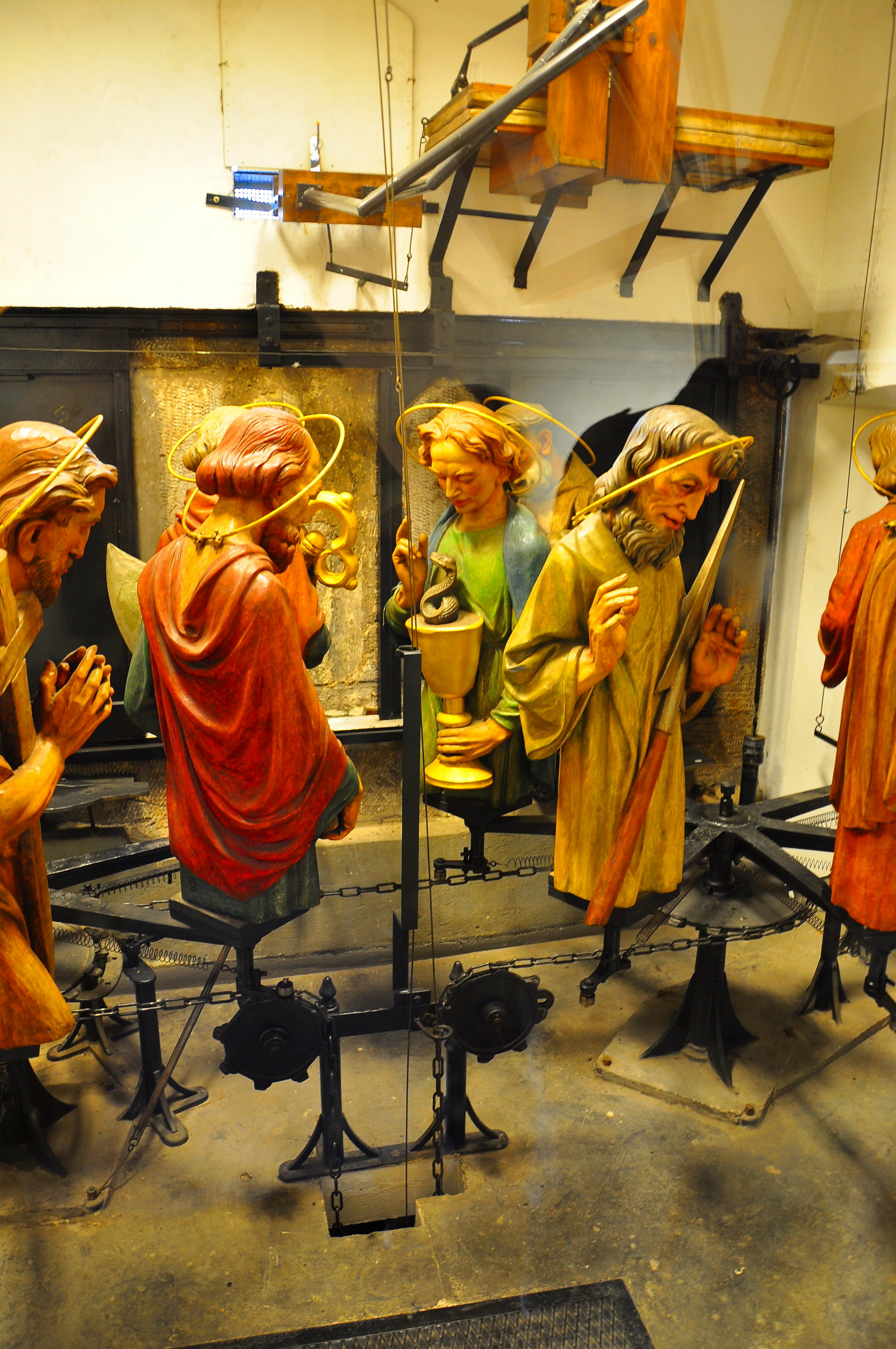
Pohled na pohybový mechanismus pohybu apoštolů

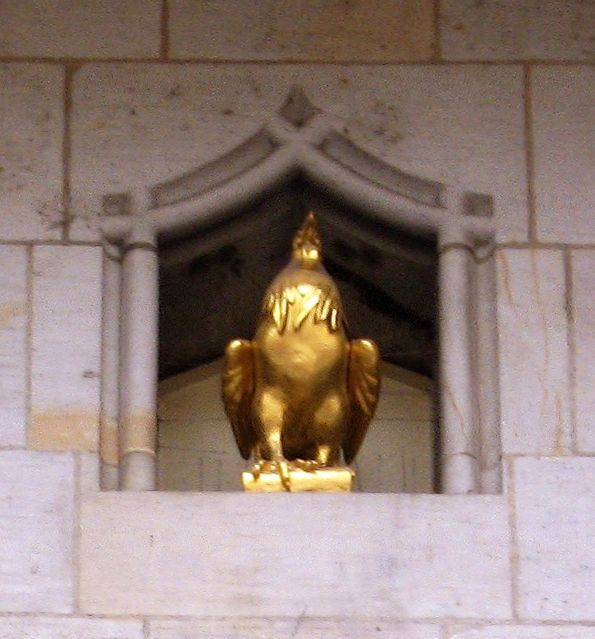
Pozlacený kohout nad okénky s apoštoly

Kromě apoštolů je na orloji dalších 9 dřevěných soch, některé konají drobné pohyby souběžně s pohybem apoštolů.
- Kohout: zakokrháním ukončuje představení apoštolů. Soška je pozlacená a je umístěna v komůrce nad okny apoštolů. Kokrhání je realizováno stlačeným vzduchem z měchu, který je hnán do tří trubek, socha kohouta je poslední, která byla na orloj osazena v 19. století.

Horní řada vlevo:

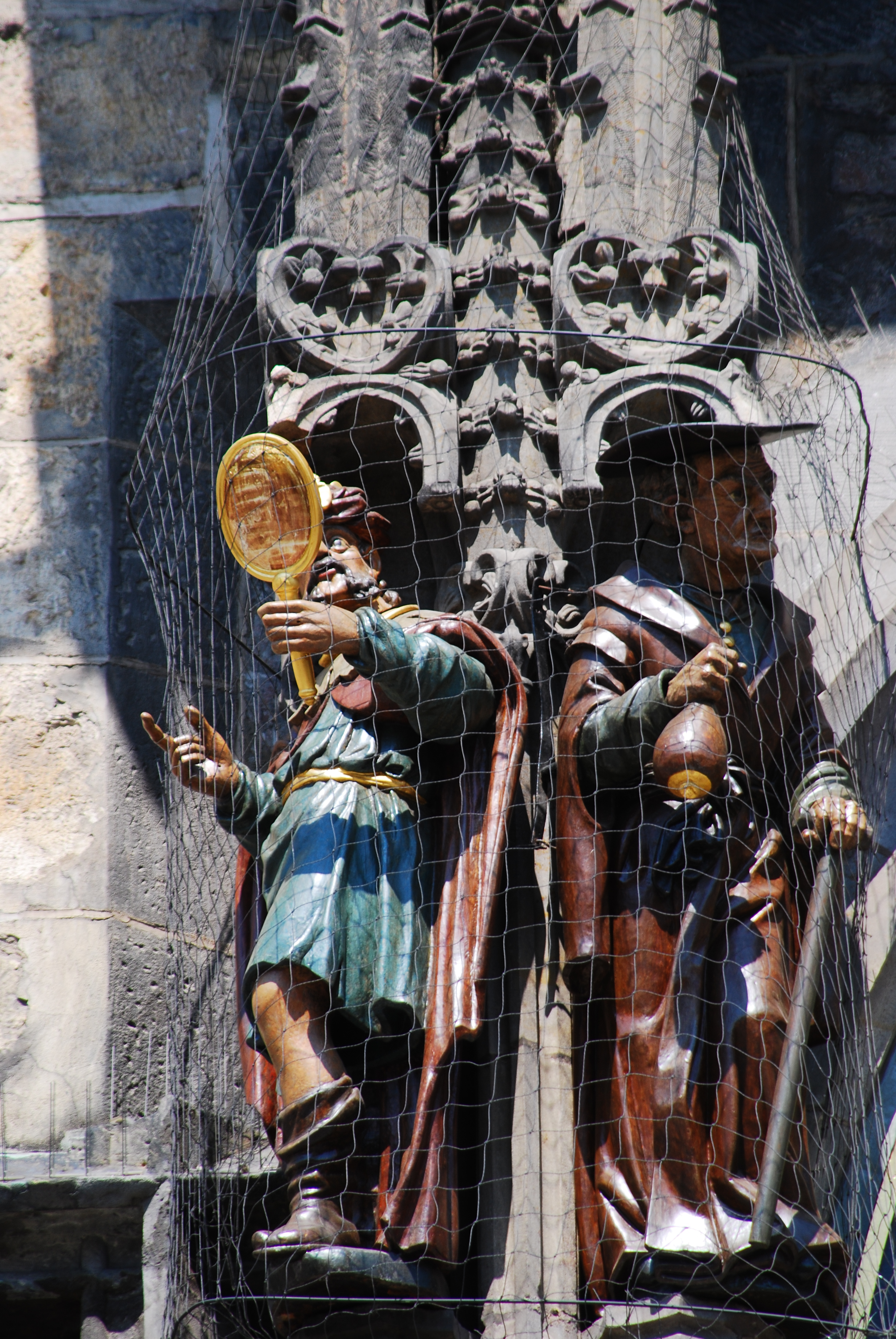
Marnivec a Lakomec

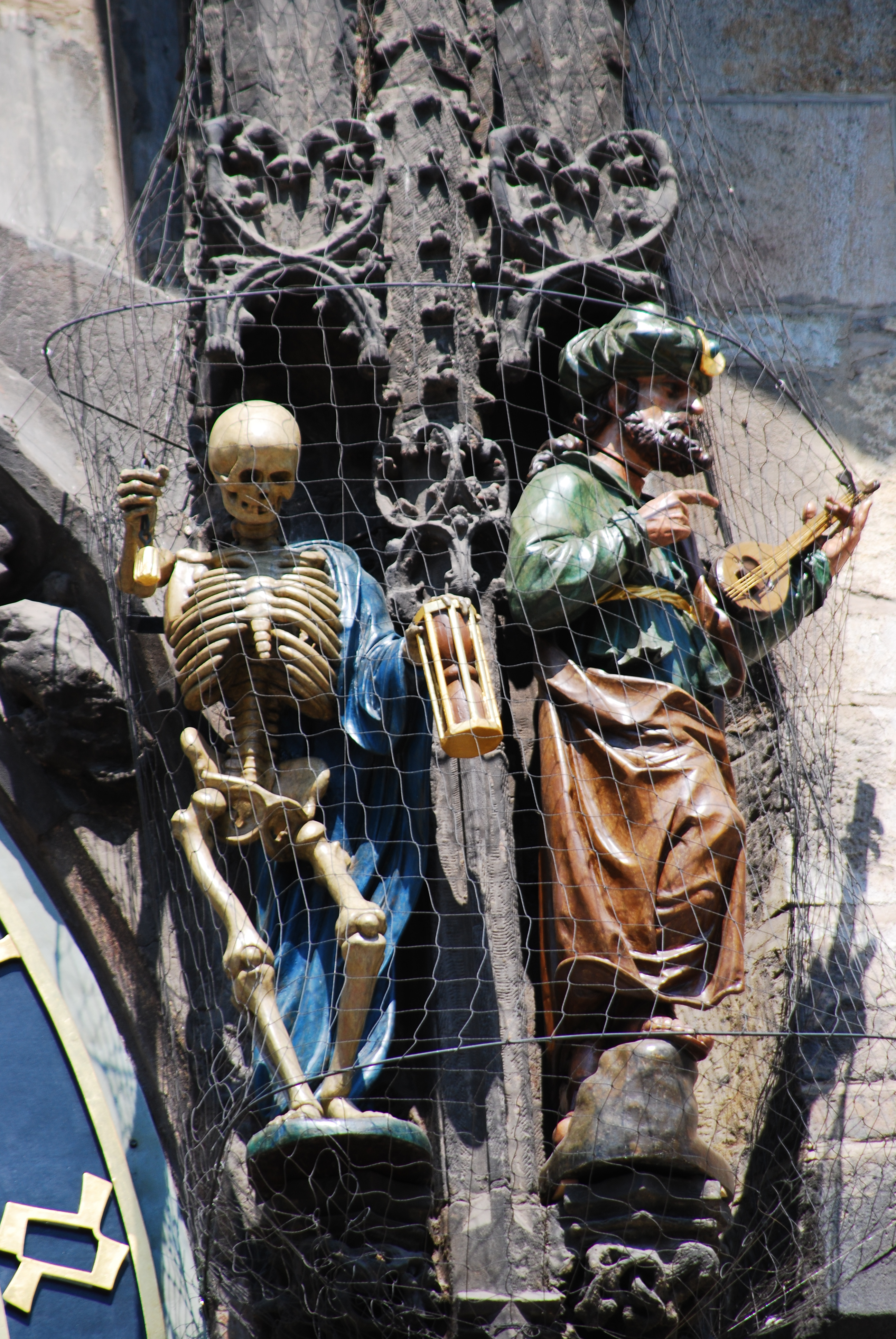
Smrtka a Turek

- Marnivec: je pohyblivá socha horní řady vlevo a při pohybu si prohlíží vlastní tvář v zrcadle.
- Lakomec: je pohyblivá postava vedle marnivce, potřásá měšcem a kývá holí.

Horní řada vpravo:
- Smrtka (kostlivec): je pohyblivá soška na pravé straně, otáčí přesýpací hodiny vyjadřující odměřování času života a tahá za provaz umíráčku, který je umístěn nahoře ve věžičce nad orlojem. Umíráček před opětovným spuštěním času zazvoní 73x.[42]
- Turek: soška je považována za symbol rozkoše jako neřesti.

Sítě kolem soch mají zamezit dosedání ptactva a tím znečisťování trusem.
Dolní řada vlevo:
- Filosof zkoumající svět

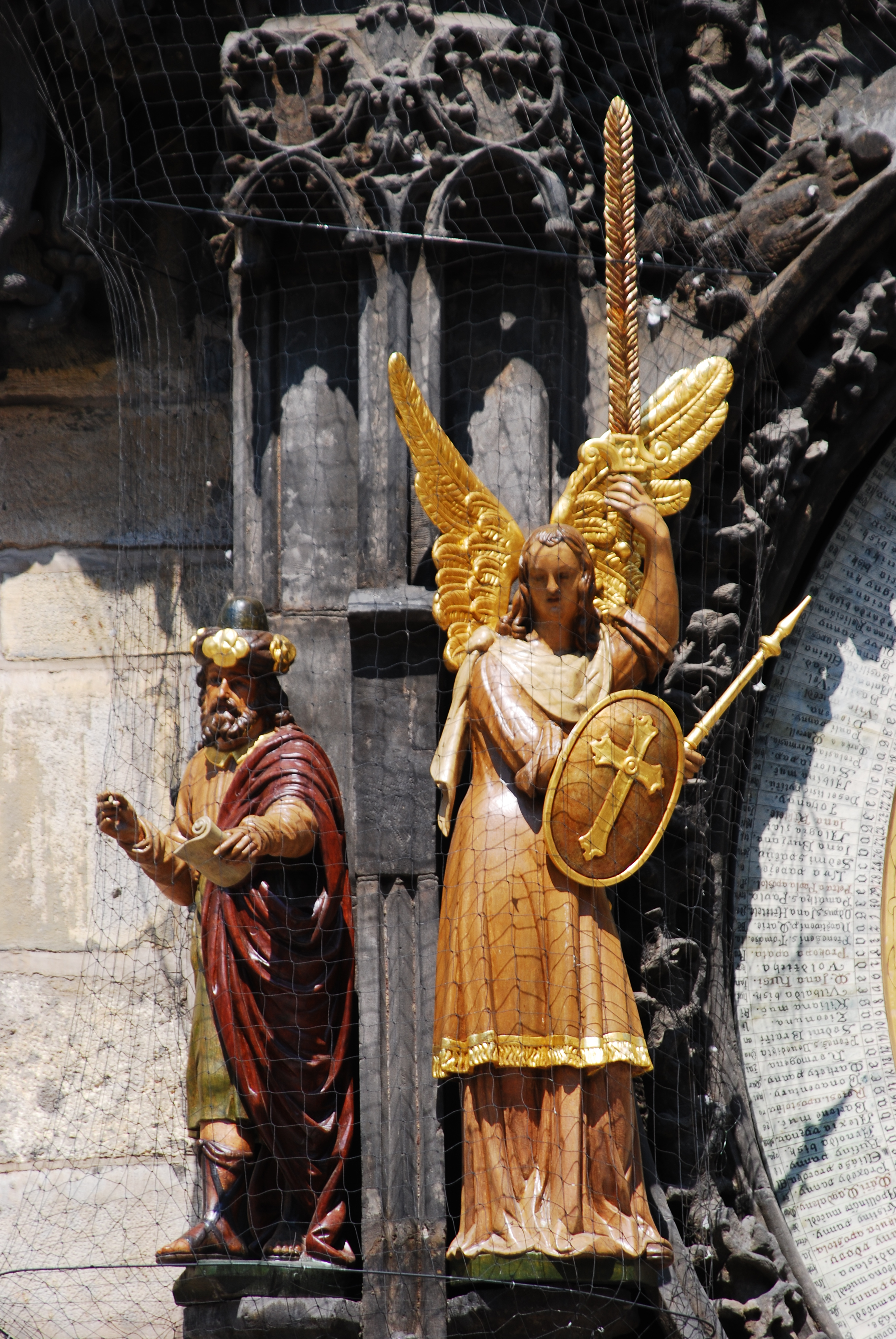
Filosof a Archanděl

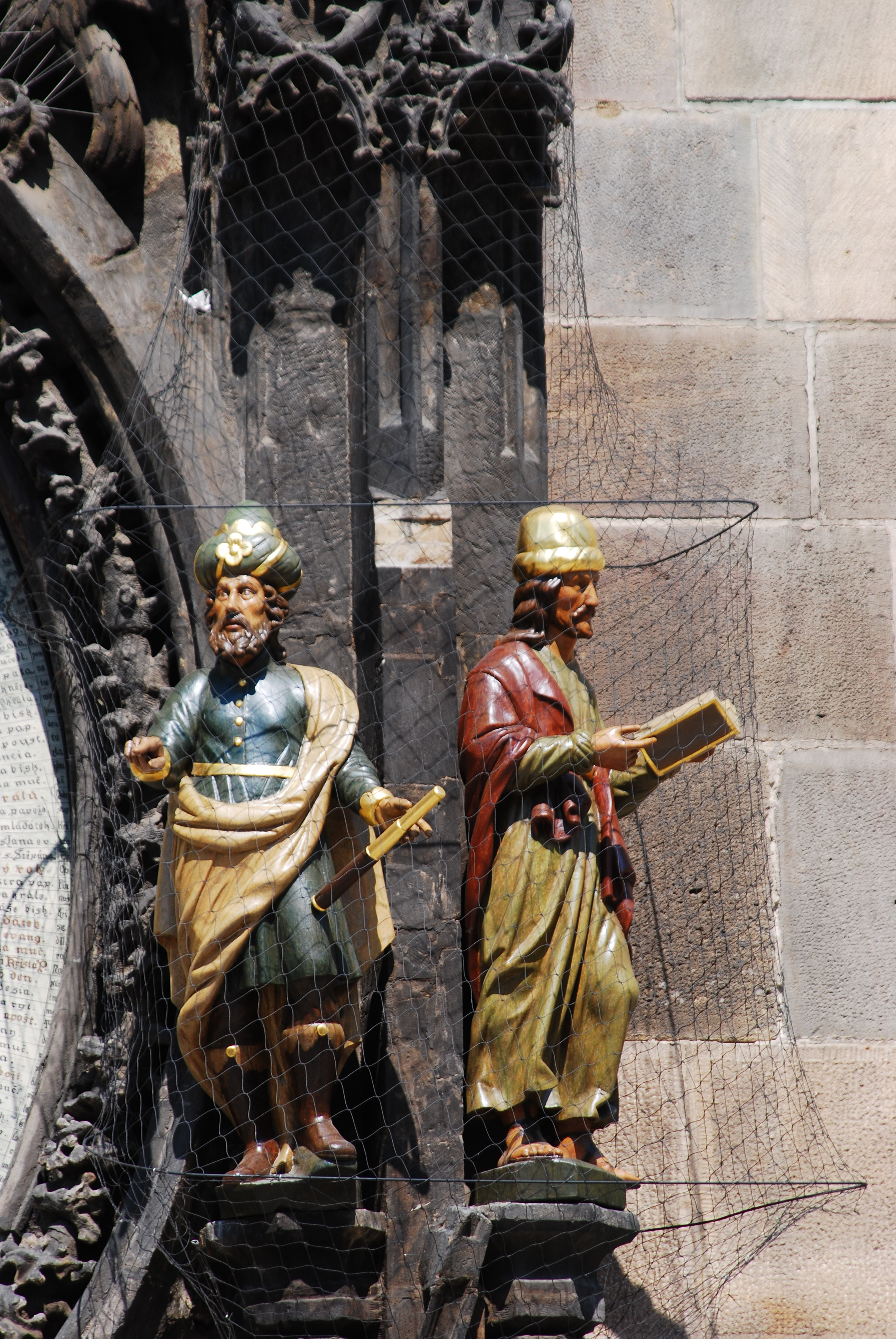
Astronom a Kronikář

- Archanděl Michael: socha archanděla nejprve svým kopím ukazovala na platný údaj na kalendářní desce, ale od Mánesova pootočení kalendária ukazuje na ukazatel v horní části ciferníku.

Dolní řada vpravo:
- Astronom/Hvězdář sledující oblohu
- Kronikář zaznamenávající události a dějiny

## Pověsti

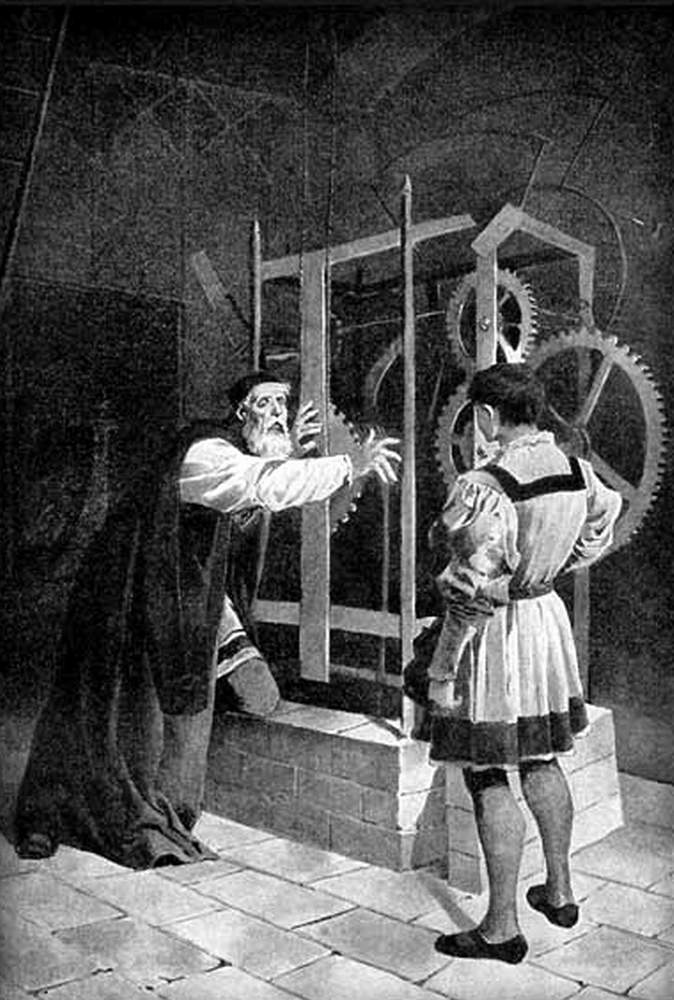
Mistr Hanuš se svým učedníkem u stroje orloje. Věnceslav Černý, ilustrace k Jiráskovým Starým pověstem českým.

Asi nejznámější je pověst o mistru Hanušovi.
V pověsti se praví, že orloj postavil mistr Hanuš. Radní ze staroměstské radnice ale dostali strach, že by mohl mistr Hanuš postavit tak nádherný orloj i pro jiné město a proto zosnovali krutý plán. V noci vtrhli do Hanušova domu útočníci a oslepili ho železnými tyčemi rozžhavenými do ruda v ohništi. Mistr Hanuš se ale dovtípil, že šlo zřejmě o plán radních, a tak požádal svého pomocníka, aby ho zavedl k vnitřní části orloje. Pak prý vložil ruku do stroje a orloj zastavil. Dalších sto let nebyl prý nikdo schopný stroj opravit, kvůli jeho složitosti.
Julius Košnář 

Další pověsti se vztahují k následujícím výjevům orloje:
- Starý orloj na věži radnice
- Kostlivec na starém orloji
- Vrabec v lebce kostlivcově
- Ďáblovo oko
- Pověst o kostlivci na staroměstském orloji
- Pověst o sedmadvaceti popravených

Staroměstského orloje se týkají i legendy, např. když se stroj zastaví, přijde válka, nebo legenda o tom, že ten, kdo zasáhne do orloje, zemře nebo zešílí. Několik let po vytvoření nové kalendářní desky zešílel i Josef Mánes.

## Ohlasy

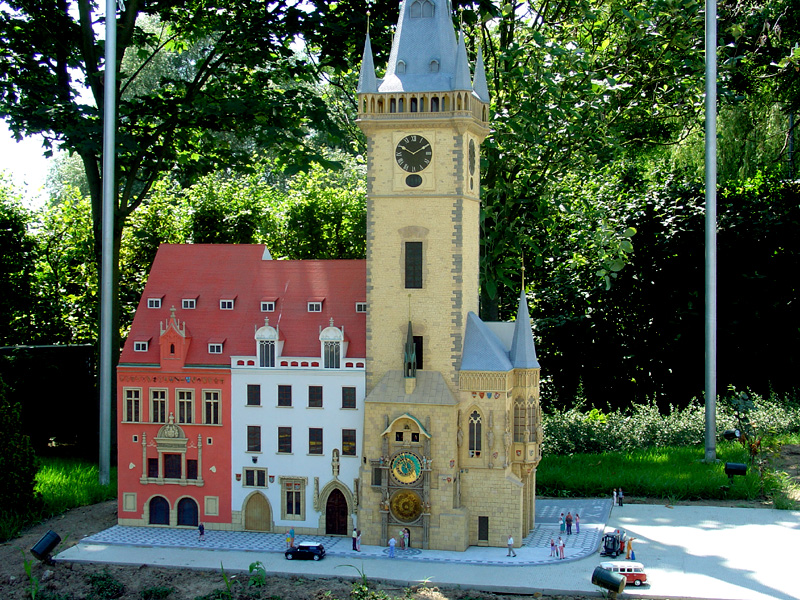
Orloj v Mini-Europe

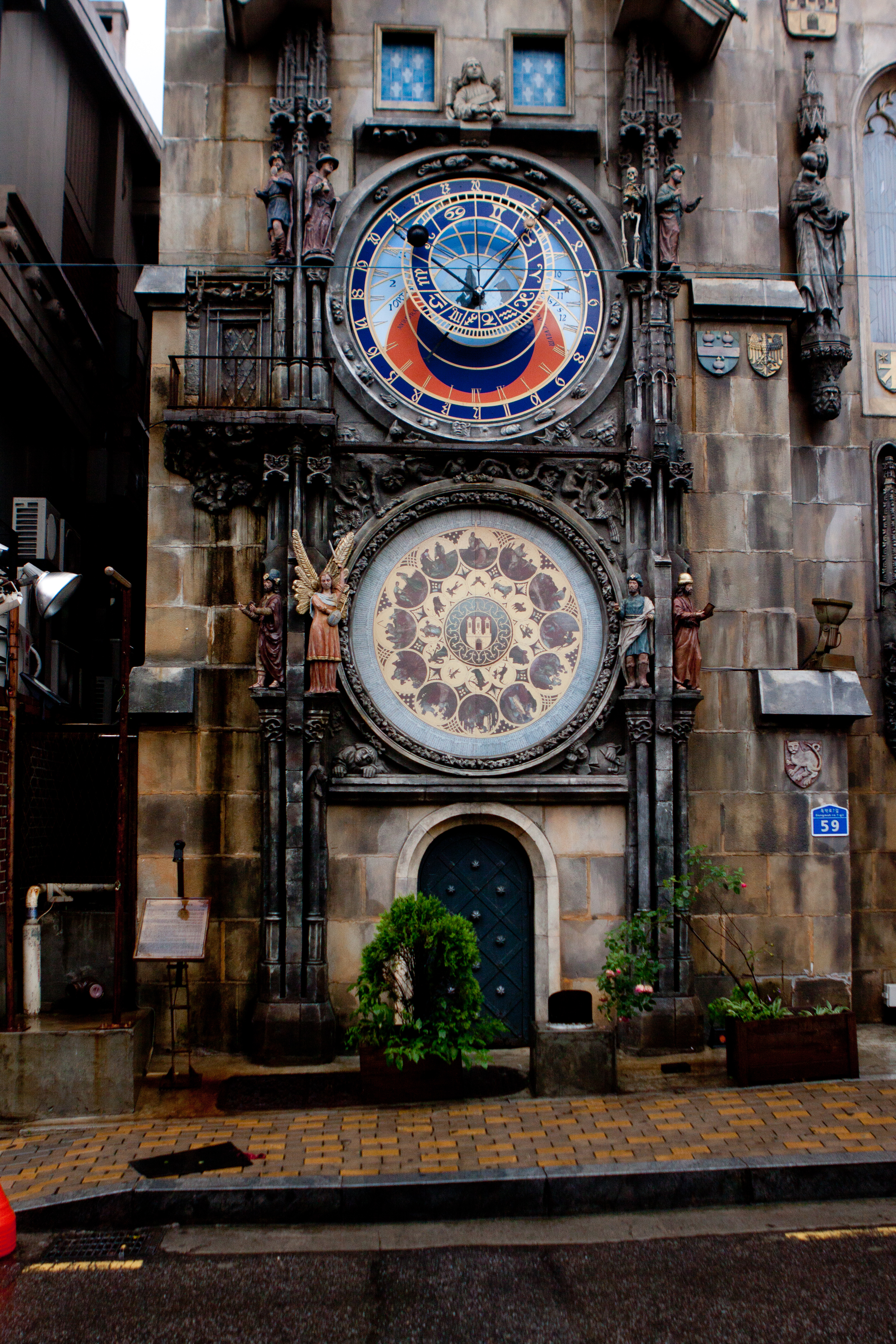
Funkční replika orloje v korejském Soulu

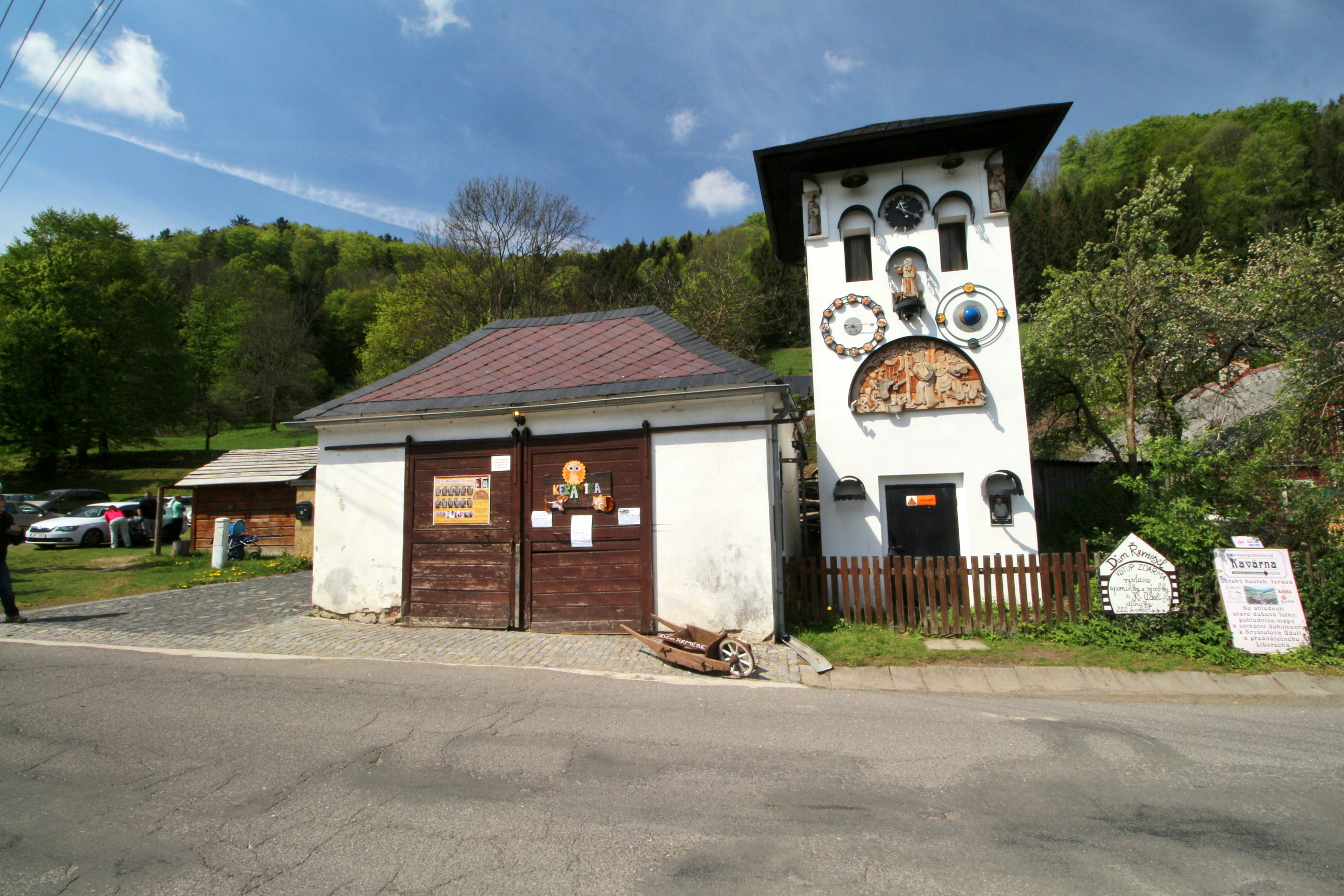
Orloj v Kryštofově Údolí

Staroměstský orloj i staroměstská radnice jsou pro svoji historickou významnost stále prezentovány jako hodnotná kulturní památka Česka a Prahy v tuzemsku i zahraničí.

### Repliky
Model Staroměstské radnice s orlojem je umístěn jako jediná česká zajímavost v parku miniatur členských států EU Mini-Europe v Bruselu.
V jihokorejském Soulu ve čtvrti Hongde od roku 2007 stojí, obklopena moderními domy a elektrickým vedením, replika části pražské staroměstské radnice, včetně věže a věrné a funkční repliky orloje (zmenšené 1:2). Uvnitř se nachází restaurace řetězce Castle Praha.
Pražským orlojem je inspirovaný i Orloj v Kryštofově Údolí vybudovaný v letech 2006–2011 z distribuční trafostanice v Kryštofově Údolí. Její dominantou jsou také dvě okénka, ve kterých přes den pravidelně každou hodinu obíhá 12 vyřezávaných apoštolů, po stranách doplněné dalšími statickými i pohyblivými sochami a reliéfy. V roce 2011 bylo doplněno i zařízení zobrazující fáze měsíce a znamení zvěrokruhu.

### Akce u orloje
K 600 letům pražského staroměstského orloje byla 9. října 2010 provedena společností Tomato production v rámci projektu The Macula večerní videomappingová show osvětlující orloj.

### Využití motivu orloje
Motivy z orloje vyšly na československých poštovních známkách. Na třech známkách v edici „Dětem“ z roku 1936 byl vyobrazen motiv Ledna z Mánesovy kalendářní desky. V roce 1978 vyšel aršík s motivy orloje u příležitosti světové výstavy známek. Astroláb je vyobrazen i na známce s nominální hodnotou 0,50 Kčs ze série věnované 125. výročí jednoty československých matematiků a fyziků. U příležitosti 600 let od první zmínky o orloji vyšla 16. června 2010 česká známka v nominální hodnotě 21 Kč.
Orloj je zastoupen v koláži významných pražských památek na rubu české pětitisícové bankovky. ČNB vydala 17. března 2010 pamětní stříbrnou dvousetkorunu k 600. výročí sestrojení Staroměstského orloje.
Na téma orloje a mistra Hanuše je také český animovaný celovečerní film Kozí příběh – pověsti staré Prahy režiséra Jana Tománka z roku 2008.
Motiv orloje je využit také sochařským dílem Kadaňský orloj, kterým sochař Karel Meloun vytvořil pomník Mikuláši z Kadaně pod Kadaňským hradem.